# 1982
Het jaar 1982 is een jaartal volgens de christelijke jaartelling.

## Gebeurtenissen
januari
- 1 - De Nederlandse militaire vrouwenafdelingen MARVA, Luva en Milva worden opgeheven.
- 1 - Een gemeentelijke herindeling vindt plaats in Zuid-Limburg.
- 1 - Het loslaten van de prijzen voor industriegoederen en diensten in Polen heeft tot gevolg dat de munteenheid, de złoty, in één dag tijd 57 procent in waarde daalt ten opzichte van de Amerikaanse dollar. Op 1 februari worden drastische prijsverhogingen (tot 400 procent) van kracht voor levensmiddelen, brandstoffen, elektriciteit en benzine.
- 5 - Het regime in Zuid-Korea wil democratiseren. Het nachtelijke uitgaansverbod, dat in de hoofdstad Seoul en ook in andere streken van het land al 36 jaar van kracht was, wordt opgeheven. Op de verjaardag van de ambtsaanvaarding van president Chun Doo Hwan, 2 maart, krijgen 286 politieke dissidenten en een aantal criminelen amnestie; de levenslange gevangenisstraf voor oppositieleider Kim Dae Jung wordt verminderd tot 20 jaar.
- 12 - In Bombay verliest Nederland in de troostfinale van het WK hockey met 4-2 van Australië.
- Het Britse persbureau Reuters bericht dat volgens twee Amerikaanse onderzoekers het zeeniveau sinds 1940 wereldwijd is gestegen met 13 cm.
- 17 - Na meer dan 400 jaar gaan Engeland en het Vaticaan weer volledige diplomatieke betrekkingen aan. In 1534 had koning Hendrik VIII de rooms-katholieke kerk de rug toegekeerd en de Kerk van Engeland gesticht. Op 2 augustus herstelt het Vaticaan ook weer de betrekkingen met Denemarken, Noorwegen en Zweden.
- 18 - De actiegroep 'Stop de Munitietrein' blokkeert bij Roodeschool de spoorbaan om een -omstreden- Amerikaans munitietransport van de Eemshaven naar Duitsland tegen te houden. Demonstranten ketenen zich vast aan de trein en de rails. De politie ontruimt het baanvak. Daarna komt het bij het hoofdstation in Groningen tot een handgemeen tussen de M.E. en honderden actievoerders. Ook de volgende dagen zouden de transporten veel vertraging oplopen door protestacties.
- 27 - Het bouwconcern Ogem wordt opgeheven. Voor het eerst gebruikt men daarbij de zogenaamde sterfhuisconstructie, waarbij de gezonde bedrijven een nieuwe holding vormen en de zwakke in de oude holding failliet worden verklaard. Vooral de kleine aandeelhouders zijn de dupe.

februari
- 2 - Syrië slaat een opstand van de Moslimbroederschap in het stadje Hama neer, met als gevolg naar schatting 20.000 doden.
- 2 - Na de Kamer op 18 januari aanvaardt nu ook de Senaat dat de regering van België Bijzondere Machten krijgt om voor een groot deel buiten het parlement om de sociaal-economische problemen van het land bij Koninklijke Besluiten aan te pakken.
- Captain David M. Williams de navigator van de B-17 die in 1944 een noodlanding maakte in Meddo haalt na 38 jaar zijn tas op in Meddo. Zelf moest hij boven Duitsland samen met elf andere bemanningsleden uit het toestel springen en kwam in gevangenschap tot april 1945. Zijn tas werd op 4 februari 1944 door brandweerman Henk Kappers "achterover gedrukt" zodat geheime informatie niet in handen van de Duitse bezetter kwam.
- 15 - Tijdens een zware storm kapseist het boorplatform Ocean Ranger, op dat moment zo'n 315 kilometer zuidoost van St. John's, waarbij alle 82 bemanningsleden omkomen.
- 22 - De Regering-Martens V beslist om de Belgische frank met 8,5% te devalueren.
- 23 - Groenland stemt in een referendum met een kleine meerderheid voor uittreding uit de Europese Gemeenschap.
- 25 - In Duitsland begint een strafrechtelijk onderzoek tegen minister van economische zaken Otto Graf Lambsdorff, minister van financiën Hans Matthöfer, staatssecretaris Manfred Lahnstein en andere prominenten. Allen worden ervan verdacht het Flick-concern op ongeoorloofde wijze voordelen te hebben verschaft en daarvoor smeergelden te hebben aangenomen.

maart
- 10 - De Verenigde Staten stellen een olieboycot in tegen Libië.
- 10 - De gehele westerse pers spreekt schande van het bezoek van de Libische revolutionaire leider Qadhafi aan Oostenrijk, diens eerste staatsbezoek aan een westers land. Van Qadhafi wordt aangenomen dat hij nauwe banden heeft met het internationale terrorisme.
- 11 - De leerplicht in België wordt op 16 jaar gebracht.
- 11-12 maart - De Rambocuscoup wordt ondernomen in een vergeefse poging het militaire regime in Suriname af te zetten en de democratie ter herstellen.
- 13 - Vladimir Salnikov scherpt in Moskou zijn eigen wereldrecord op de 1500 meter vrije slag aan tot 14.56,35. Het oude record (14.58,27) stond sinds 22 juli 1980 op naam van de Russische zwemmer.
- 15 - De planetoïde (5893) Coltrane wordt ontdekt.
- 16 - De Russische leider Leonid Brezjnev kondigt aan dat de Sovjet-Unie haar arsenaal aan middellangeafstandsraketten in het Europese deel van Rusland zal bevriezen.
- 17 - Een Nederlandse tv-ploeg van de IKON met Koos Koster, Jan Kuiper, Joop Willemse en Hans Terlaag loopt in El Salvador in een hinderlaag en wordt vermoord in het Bloedbad van Santa Rita.
- 17 - De West-Duitse bondskanselier Helmut Schmidt erkent de vervolging van de Roma als genocide.
- 20 - De Franse wielrenner Marc Gomez wint de klassieker Milaan-San Remo.
- 20 - De afbraak van het 'Autonomes Jugendzentrum Zürich' betekent het slot van de al vele maanden aanhoudende confrontaties tussen de opstandige jeugd en de politie in de Zwitserse stad.
- 23 - In Guatemala wordt een staatsgreep gepleegd tegen generaal Romero Lucas Garcia. De militaire junta die de macht overneemt, staat onder leiding van generaal Efrain Rios Montt.
- 27 - Nederland eindigt als achtste en laatste bij het wereldkampioenschap ijshockey voor B-landen in Oostenrijk en degradeert naar de C-poule.
- 28 - In El Salvador wordt een grondwetgevende vergadering gekozen. Uiterst rechts verslaat daarbij de partij van interim-president José Napoleon Duarte.
- 28 - De Belgische biljarter Raymond Ceulemans wint in Porto de Europese titel in het driebanden.
- 29 - De film 'Mephisto' van de Hongaarse regisseur István Szabo, naar een roman van Klaus Mann, krijgt in Hollywood de Oscar voor de beste buitenlandse film.
- 31 - 3500 Britse militairen landen op de door Argentinië bezette Falklandeilanden, in de buurt van de hoofdstad Port Stanley. Het opgevorderde passagiersschip Queen Elizabeth II heeft ze gebracht. Deze oorlog zal twee en een halve maand duren en het leven kosten aan 250 Britten en 700 Argentijnen.
- 31 - Van de vijftien leden van het Vietnamese Politbureau worden er zes vervangen; onder hen generaal Võ Nguyên Giáp, de toonaangevende militaire leider in de succesvol verlopen oorlogen tegen Frankrijk en de VS.
- De sociaal wetenschappers Wilson en Kelling introduceren de brokenwindowstheorie in The Atlantic Monthly.

april
- 1 - Installatie van Hanneke Jagersma als burgemeester van Beerta. Ze is de eerste CPN-burgemeester in Nederland
- 2 - De Falklandeilanden zijn het decor voor een oorlog tussen het Verenigd Koninkrijk en Argentinië (Falklandoorlog). De oorlog speelt eigenlijk al 150 jaar, maar op 2 april 1982 vallen de Argentijnen de hoofdstad aan.
- 4 - De Belgische wielrenner René Martens wint de klassieker de Ronde van Vlaanderen.
- 11 - Silvano Contini uit Italië wint de wielerklassieker Luik-Bastenaken-Luik.
- 16 - VVD-leider Hans Wiegel aanvaardt de post van Commissaris van de Koningin van de Nederlandse provincie Friesland. Ed Nijpels wordt gekozen tot nieuwe VVD-fractievoorzitter in de Tweede Kamer.
- 17 - De Britse koningin Elizabeth II ondertekent als staatshoofd van Canada de nieuwe grondwet van dat land. Daarmee komt een einde aan de geldigheid van de Britse Noord-Amerikawet van 1867, volgens welke het Verenigd Koninkrijk nog invloed bezat op de wetgeving.
- 18 - De Nederlandse wielrenner Jan Raas wint de klassieker Parijs-Roubaix.
- 18 - De hoofdstad van Zimbabwe wordt op de tweede verjaardag van de onafhankelijkheid omgedoopt van Salisbury tot Harare. Twee dagen eerder heeft premier Robert Mugabe al voor de tweede keer in het jaar het kabinet gewijzigd om zijn politiek van 'nationale verzoening' kracht bij te zetten.
- 21 - De Israëlische luchtmacht bombardeert voor het eerst sinds het staakt-het-vuren van juli 1981 Palestijnse stellingen in Libanon. Vier dagen later voldoet Israël aan zijn verplichtingen in het kader van het Camp David-akkoord van september 1978 en trekt zijn troepen volledig terug uit de Sinaï.
- 23 - Key West verklaart zich onafhankelijk van de Verenigde Staten onder de naam Conchrepubliek. Deze republiek verklaarde de oorlog aan de Verenigde Staten, capituleerde en deed een beroep op de wederopbouw, met als doel om een douanepost weg te halen.
- 24 - Jan Raas wint voor de vijfde keer de Nederlandse wielerklassieker Amstel Gold Race.
- 24 - Bettine Vriesekoop wint in Boedapest het Europees kampioenschap tafeltennis. Later behaalt ze op het Top Twaalf-toernooi zowel goud in het enkelspel als in het gemengd dubbel, samen met de Pool Andrzej Grubba, en wordt ze in het damesdubbel tweede, met Sandra de Kruiff.
- 25 - De Nederlandse tafeltennisster Bettine Vriesekoop behaalt in Boedapest de Europese titel in het enkel- en het gemengd dubbelspel.
- 26 - Een amokmakende Zuid-Koreaanse politieman raast door vijf dorpen en doodt ten minste 62 mensen.
- 29 - Het team van de Sovjet-Unie wint in Finland voor de vierde keer op rij het wereldkampioenschap ijshockey voor A-landen.
- 29 - Ex-koning Leopold III van België schrijft een verstoorde brief aan de premier, vanwege de manier waarop hij wordt geportretteerd in de tv-serie 'De Nieuwe Orde'. Deze 17-delige serie van Maurice De Wilde over de collaboratie in de Tweede Wereldoorlog maakt in heel België heftige reacties los.

mei
- 3 - De verjaardag van de eerste liberale grondwet van Polen uit 1791. Er hebben de ernstigste botsingen plaats tussen aanhangers van de verboden vakbond 'Solidariteit' en de politie sinds in december 1981 de staat van beleg werd ingevoerd.
- 4 - De moderne Britse destroyer "HMS Sheffield" wordt vernield tijdens het Falkland-conflict. Van de bemanning van 270 sneuvelen 31 opvarenden, wat in het thuisland grote verslagenheid wekt.
- 8 - Formule 1-coureur Gilles Villeneuve uit Canada komt om het leven tijdens kwalificatie voor de Grote Prijs van België na aanraking met de auto van Jochen Mass.

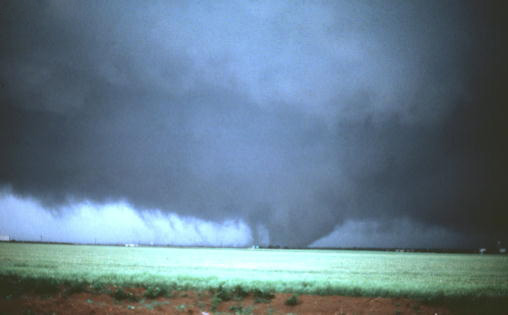
Een tornado in Oklahoma, 11 mei 1982

- 13 - Het kabinet-Van Agt II valt, nadat de PvdA-ministers het oneens blijven met de bezuinigingen voor 1983. CDA en D'66 gaan in een interim-kabinet Van Agt door tot de vervroegde verkiezingen van 8 september 1982.
- 15 - Voetbalclub Ajax wordt voor de twintigste keer kampioen van Nederland.
- 16 - Zaïre gaat als eerste staat in 'zwart-Afrika' weer diplomatieke betrekkingen aan met Israël. Diverse Arabische landen verbreken op hun beurt de relaties met Zaïre.
- 18 - Voor het eerst kunnen de landen van de EG het niet eens worden over de prijsverhogingen die het komende begrotingsjaar voor agrarische producten moeten gelden. De besluitvorming geschiedt bij meerderheid van stemmen, met het Verenigd Koninkrijk tegen.
- 21 - In Manchester wordt de Haçienda Club geopend, opgericht door Factory Records en de band New Order
- 30 - De Nederlandse biljarter Rini van Bracht behaalt in de Ecuadoraanse stad Guayaquil de wereldtitel driebanden.
- 30 - Spanje treedt als zestiende lidstaat toe tot de NAVO.

juni
- 2 - Bokser Rudi Koopmans verdedigt in Italië met succes zijn Europese titel in het halfzwaargewicht tegen zijn Italiaanse uitdager Christiano Cavina.
- 6 - De invasie van Libanon begint als Israëlische troepen Libanon binnentrekken.
- 7 - In Tsjaad neemt de opstandeling Hissène Habré de hoofdstad N'djamena in, waarmee een einde komt aan de burgeroorlog.
- 10 - - Paus Johannes Paulus II bezoekt Argentinië. Eind mei bezocht de kerkvorst al Engeland. In beide staten pleit de paus voor een vreedzame regeling van het conflict over de Falklandeilanden. Het is voor het eerst in de moderne tijd dat het hoofd van de rooms-katholieke kerk te gast is in landen van oorlog.
- 12 - Bij een demonstratie tegen de kernbewapening en voor de vrede lopen in New York een half miljoen mensen mee. Het is de grootste politieke betoging uit de Amerikaanse geschiedenis.
- 13 - In het Wagener-stadion in Amstelveen wint de Nederlandse hockeyploeg voor de tweede keer de Champions Trophy.
- 13 - Allereerste officiële interland van de Nederlandse vrouwenrugbyploeg. Tegenstander is Frankrijk, dat met 4-0 wint.
- 13 - Koning Khalid ibn Abdoel Aziz van Saoedi-Arabië overlijdt op 68-jarige leeftijd. Zijn halfbroer Fahd bin Abdoel Aziz al-Saoed neemt de troon over.
- 14 - Generaal-majoor Jeremy Moore, Commandant van de Britse landingstroepen op de Falklandeilanden, kondigt aan dat de eilandengroep opnieuw wordt bestuurd door de Britse regering.
- 17 - De voortvluchtige Italiaanse bankier Roberto Calvi wordt gevonden in Londen, hangend onder de Blackfriars Bridge.
- 18 - Vier dagen na de capitulatie van zijn troepen op de Falklandeilanden treedt de voorzitter van de militaire junta in Argentinië, generaal Leopoldo Galtieri, af als president en legerleider. De hoop dat de democratie terugkeert, blijft vooralsnog onvervuld.
- 21 - Het Britse kroonprinselijke paar, Charles en Diana, krijgt hun eerste kind: Prins William.
- 22 - Tijdens een conferentie te Kuala Lumpur (Maleisië) gaan de moordlustige Rode Khmer en de niet-communistische verzetsgroepen in Cambodja een verbond aan, onder het voorzitterschap van het voormalige Cambodjaanse staatshoofd prins Norodom Sihanouk. Gezamenlijk willen ze strijd leveren tegen de Vietnamese bezetting van het land.
- 25 - De Amerikaanse minister van Buitenlandse Zaken, de voormalige NAVO-bevelhebber Alexander Haig treedt af, na verschillen van mening met president Ronald Reagan. Zijn opvolger wordt minister van Financiën George P. Shultz.

juli
- 1 - Ernstige onrusten zijn het gevolg van te geringe loonsverhogingen in de goudmijnen van Zuid-Afrika. Minstens zeven zwarte arbeiders worden gedood door de politie, die de stakers met traangas en vuurwapens te lijf gaat. Er volgt ontslag voor circa 2000 mijnwerkers.
- 2 - Sekteleider Sun Myung Moon leidt in New York een record-huwelijksplechtigheid van 2075 paren.
- 3 - De Amerikaanse tennisspeelster Martina Navrátilová wint het toernooi van Wimbledon door haar landgenote Chris Evert-Lloyd te verslaan.
- 4 - Jimmy Connors zegeviert op Wimbledon ten koste van zijn landgenoot John McEnroe: 3-6, 6-3, 6-7, 7-6 en 6-4.
- 4 - Zoals al een halve eeuw gebruikelijk wint bij de presidentsverkiezingen in Mexico ook nu de kandidaat van de institutionele revolutionaire partij, de PRI: Miguel de la Madrid was minister van economische planning in het kabinet van zijn voorganger José Lopez Portillo.
- 4 - Israël legt een hongerblokkade om het ingesloten West-Beiroet, in een poging het verzet van de Palestijnen te breken. De blokkade wordt pas opgeheven na grote druk door de Amerikaanse president Reagan.
- 10 - Introductie van Coca-Cola light.
- 11 - Italië wint de wereldtitel door West-Duitsland in de finale van het WK voetbal met 3-1 te verslaan.
- 14 - Er heeft een ommekeer plaats in de oorlog tussen Irak en Iran: Iraanse troepen trekken Irak binnen en doen pogingen de Iraakse oliestad Basra te veroveren.
- 18 - Bloedbad van Plan de Sánchez: 250 dorpsbewoners worden door het Guatemalteekse leger en paramilitairen afgeslacht.
- 25 - Bernard Hinault wint voor de vierde keer de Ronde van Frankrijk.
- 26 - In Mexico-Stad wordt de tweede Wereldcultuurconferentie van de Unesco, 'Mondiacult', geopend.
- 31 - Bij een nachtelijk verkeersongeluk bij Beaune (Frankrijk) brandt een bus uit, waarbij 44 kinderen en negen volwassenen om het leven komen.

augustus
- 5 - Zwemster Annemarie Verstappen behaalt in Ecuador het wereldkampioenschap op de 200 meter vrije slag. Op de 100 meter vrije slag wint ze bovendien zilver.
- 8 - De naar autonomie strevende groepen op het Franse eiland Corsica verwerven bij de eerste verkiezingen voor een regionale raad een sleutelpositie tussen de traditionele partijen. In reactie daarop begint het Nationaal Bevrijdingsfront van Corsica (FLNC), dat naar volledige onafhankelijkheid streeft, aan een schrikwekkende reeks aanslagen.
- 9 - In Parijs vinden zes mensen de dood bij een aanslag met granaten en machinegeweren op een Joods restaurant; er zijn 22 gewonden.
- 12 - Mexico kondigt aan dat het zijn buitenlandse schulden niet langer meer kan betalen; begin van de Latijns-Amerikaanse schuldencrisis.
- 17 - Bij Philips in Hannover wordt de eerste Compact disc geproduceerd: 'Visitors' van ABBA.
- 17 - China en de VS bereiken een overeenkomst in de houding ten opzichte van Taiwan. De VS zeggen toe dat ze hun wapenleveranties geleidelijk zullen verminderen. China garandeert dat het slechts langs vreedzame weg zal streven naar hereniging tussen de 'Volksrepubliek' en 'Nationalistisch' China.
- 21 - In Beiroet begint de evacuatie van de duizenden Palestijnse strijders uit Beiroet, dat door het Israëlische leger nog steeds is ingesloten en wekenlang vernietigend werd gebombardeerd. De aftocht wordt begeleid door soldaten onder de vlag van de Verenigde Naties.
- 23 - De nieuwe president van Libanon wordt, met instemming van de Israëlische bezettingsmacht, de christelijke falangist Bechir Gemayel. Op 14 september, nog vóór zijn beëdiging, komt hij om het leven bij een bomaanslag. Zijn broer Amin Gemayel volgt hem op.
- 27 - Tijdens een vergadering in Kuala Lumpur besluiten afgevaardigden van de internationale vrouwenhockeyfederatie (IFWHA) dat hun bond definitief opgaat in de overkoepelende wereldhockeybond, de Fédération Internationale de Hockey (FIH).
- 29 - Ze acteerde aan de zijde van Cary Grant, Humphrey Bogart en Gary Cooper: Ingrid Bergman overlijdt op 67-jarige leeftijd.

september
- 1 - Om de grootschalige kapitaalvlucht in te dammen, die het gevolg is van torenhoge buitenlandse schuld, neemt de regering van Mexico het dramatische besluit om de particuliere banken te nationaliseren. Tevens wordt een algemene deviezencontrole ingevoerd. Hiermee komt het schuldenprobleem van de Derde Wereld in het brandpunt van de aandacht te staan net als de riskant afhankelijke positie waarin de grote banken verkeren ten opzichte van de terugbetalingsmogelijkheid en -wil van hun debiteuren.
- 3 - De Italiaanse carabinieri-generaal en prefect van Palermo, Carlo Alberto Dalla Chiesa, wordt samen met zijn vrouw Emanuela doodgeschoten uit wraak voor zijn strijd tegen de maffia. Op 8 september neemt het Italiaanse parlement voor het eerst een bijzondere wet aan tegen de georganiseerde misdaad.
- 5 - Giuseppe Saronni uit Italië wint in Goodwood (Groot-Brittannië) de wereldtitel op de weg bij de wielerprofs.
- 8 - Bij de Tweede Kamerverkiezingen wordt de PvdA weer de grootste partij. Desondanks komt er geen nieuw kabinet Den Uyl, maar gaan CDA en VVD een coalitie aan, met als premier CDA'er Ruud Lubbers. Diens eerste kabinet wordt op 4 november beëdigd. Bert de Vries wordt de nieuwe fractievoorzitter.
- 9 - De eerste privaat gebouwde raket is gelanceerd van een Texaanse ranch. De Conestoga 1 raket is gebouwd door Space Services Inc. of America en bestaat uit reserveonderdelen van andere raketten.
- 11 - In New York wint de Amerikaanse tennisspeelster Chris Evert-Lloyd voor de zesde keer de US Open door de Tsjecho-Slowaakse Hana Mandlíková te verslaan.
- 12 - Jimmy Connors wint de US Open door de Tsjecho-Slowaak Ivan Lendl te verslaan en lost een dag later John McEnroe na 58 weken af als nummer één op de wereldranglijst der tennisprofessionals.
- 14 - Grace Kelly, prinses Gracia van Monaco, in de jaren 50 een gevierd filmactrice, overlijdt op 52-jarige leeftijd na een verkeersongeval.
- 15 - PLO-leider Yasser Arafat komt op uitnodiging van de in Rome zetelende Interparlementaire Unie voor een bezoek naar Italië. Onder meer wordt hij in audiëntie ontvangen door paus Johannes Paulus II.
- 16 - Falangistische strijders trekken in West-Beiroet de Palestijnse vluchtelingenkampen Sabra en Shatila binnen. Het Israëlische leger kijkt toe, terwijl in 36 uur 3000 Palestijnen worden afgeslacht.
- 16 - In Teheran vindt de executie plaats van de voormalige Iraanse minister van Buitenlandse Zaken Sadeq Ghotbzadeh.
- 19 - Scott Fahlman bedenkt de eerste emoticons.
- 20 - Een tornado vernietigt het Belgische dorp Léglise.
- 24 - Terwijl een kort geding dient, wordt in opdracht van D66-minister Zeevalking begonnen met de kap van 475 eeuwenoude bomen in het bos van Amelisweerd voor de aanleg van de A27.
- 25 - Er zijn circa 400.000 deelnemers aan de grootste demonstratie uit de geschiedenis van Israël. Hun eisen zijn: 'Peace Now' en aftreden van de regering van Menachem Begin. Ook willen ze dat onmiddellijk een diepgaand onderzoek wordt ingesteld naar de omstandigheden waaronder het Israëlische leger tussen 16 en 18 september christelijke milities toegang heeft verschaft tot de Palestijnse vluchtelingenkampen Sabra en Shatila bij Beiroet. In een periode van 36 uur hebben de milities een bloedbad aangericht onder bejaarden, vrouwen en kinderen in de kampen – meer dan 800 mensen worden in koelen bloede vermoord.
- 28 - Israël trekt zijn laatste troepen uit West-Beiroet terug. Een internationale vredesmacht van Italiaanse, Franse en Amerikaanse eenheden neemt de opengevallen posities in.

oktober
- 1 - Na een zogenoemde 'constructieve motie van wantrouwen' stemt de Duitse Bondsdag de socialist Helmut Schmidt weg en kiest de christendemocraat Helmut Kohl tot nieuwe bondskanselier. Hij vormt een regering van christendemocraten (CDU en CSU) en liberalen (FDP).
- 1 - Prins-gemaal Prins Claus, die aan ernstige depressies lijdt, wordt vier weken lang opgenomen in een psychiatrische kliniek in Bazel. Pas in september 1983 zal hij zich weer in het openbaar vertonen. Opvallend genoeg doet dit gebeuren zijn populariteit in Nederland veel goed.
- 5 - In Bolivia wordt na 18 jaar militair bewind de linksgeoriënteerde Hernán Siles Zuazo tot nieuwe burgerpresident gekozen.
- 5 - Ter gelegenheid van het feit dat de single Love Me Do van The Beatles 20 jaar geleden uitkwam draait de VARA radio op Hilversum 3 de hele dag alleen platen van de Beatles
- 10 - In België zijn er gemeenteraadsverkiezingen.
- 11 - In Amsterdam breken ernstige rellen uit bij de ontruiming van de Lucky Luyk.
- 11 - Het wrak van de Mary Rose wordt uit de oceaan gevist.
- 13 - Het Internationaal Olympisch Comité besluit officieel beroepssporters toe te laten tot de Spelen.
- 17 -  Het authentieke recept van Bolognesesaus wordt door de Accademia Italiana della Cucina (de Italiaanse Culinaire Academie) bij de Bolognese Kamer van Koophandel gedeponeerd.
- 20 - In het Olympisch Stadion Loezjniki vindt een ramp plaats tijdens de voetbalwedstrijd Spartak Moskou-HFC Haarlem. Als in de slotfase een goal wordt gescoord komen ten minste 66 toeschouwers, maar waarschijnlijk veel meer, om in het gedrang.
- 21 - De Colombiaan Gabriel García Márquez krijgt de Nobelprijs voor de Literatuur.
- 24 - In de Verenigde Staten beslist een rechtbank dat iemand die ongeneeslijk ziek is, recht heeft op euthanasie.
- 26 - Het parlement van Polen neemt een wet aan tegen het 'sociale parasitisme'. Voortaan moeten alle mannen tussen 18 en 45 jaar zich laten registreren als ze zonder wettige reden langer dan drie maanden zonder werk of opleiding zijn.
- 27 - De Chinese regering maakt bekend dat de volkstelling van medio 1982 heeft uitgewezen dat er meer dan één miljard Chinezen zijn.
- 28 - Bij de parlementsverkiezingen in Spanje sleept de socialistische arbeiderspartij van Felipe González de absolute meerderheid in de wacht: 201 van de 350 zetels. Voor het eerst in meer dan 40 jaar krijgt Spanje weer een socialistische regering.
  - 28 - Protesten tegen het militaire regime in Suriname vormen een blamage voor legerleider Desi Bouterse. Samen met de Rambocuscoup uit maart vormen ze de aanloop naar de Decembermoorden.

november
- 1 - In Nederland treedt het instituut de Nationale Ombudsman in werking. Het ambt wordt uitgeoefend door prof. Rang.
- 4 - Ruud Lubbers wordt minister-president van Nederland.
- 5 - Duizenden schudden in de Nieuwe Kerk in Amsterdam pater Jan van Kilsdonk SJ de hand bij zijn afscheid als studentenpastor; burgemeester Wim Polak reikt hem de onderscheiding Ridder in de Orde van Oranje-Nassau uit.
- 6 - In Nederland sluiten werkgevers en werknemers het Akkoord van Wassenaar.
- 10 - Op 75-jarige leeftijd sterft Leonid Brezjnev, secretaris-generaal van het Centraal Comité van de Communistische Partij van de Sovjet-Unie. Het Centraal Comité van de communistische partij kiest Joeri Andropov als zijn opvolger.
- 12 - Lech Wałęsa wordt door de Poolse autoriteiten vrijgelaten.
- 15 - In het uitverkochte sportpaleis Ahoy in Rotterdam verdedigt bokser Rudi Koopmans met succes zijn Europese titel in het halfzwaargewicht tegen landgenoot Alex Blanchard, die verliest op technisch knock-out.
- 15 - Na elf maanden te hebben vastgezeten, komt Lech Wałęsa, voorzitter van de verboden Poolse vakbond 'Solidariteit', weer op vrije voeten.
- 15 - In Brazilië hebben voor het eerst sinds 1964 weer vrije verkiezingen plaats, voor gouverneursposten, parlement, burgemeestersposten en gemeenteraden. De oppositie tegen de nog militaire president Figueiredo haalt 60 procent van de stemmen binnen, maar de regeringspartij PDS blijft bijna overal overheersend. Uruguay krijgt op 28 november voor het eerst sinds 1973 weer vrije verkiezingen, voor de partijcongressen. Ook hier valt circa 60 procent van de stemmen toe aan opposanten van de militaire regering.
- 22 - De Amerikaanse president Reagan maakt bekend dat in de staten Wyoming en Nebraska 100 nieuwe intercontinentale MX-raketten worden gestationeerd.
- 26 - Toos van der Valk, vrouw van Gerrit van der Valk van het familiehorecaconcern Van der Valk, wordt vanuit haar huis in Nuland ontvoerd door drie Italiaanse criminelen. Na betaling van 12 tot 13 miljoen gulden (ongeveer 5,5 miljoen euro) aan losgeld is ze drie weken later weer vrij.

december
- De onafhankelijke Poolse vakbond Solidariteit wordt verboden.
- 3 - Jannes van der Wal wordt in São Paulo (Brazilië) wereldkampioen dammen. Tweede en derde worden Rob Clerc en Harm Wiersma. De Russische dammers lieten op dit toernooi verstek gaan door visaproblemen.
- 4 - Het Volkscongres in China neemt een nieuwe grondwet aan die de ingeslagen hervormingskoers in China bekrachtigt. De positie van president, afgeschaft in 1975, wordt opnieuw ingevoerd.
- 8 - Decembermoorden. Vijftien leden van de Surinaamse bevolking worden op bevel van Desi Bouterse doodgeschoten.
- 9 - In Nicaragua stort nabij de grens met Honduras een helikopter neer waarbij 84 mensen, onder wie 75 kinderen, om het leven komen. De bedoeling was geweest de slachtoffers te evacueren uit het bevochten grensgebied.
- 15 - Meer dan dertien jaar was er een blokkade, maar nu gaat de grens tussen Spanje en Gibraltar, dat toebehoort aan het Verenigd Koninkrijk, weer open voor voetgangersverkeer, zij het in eerste instantie uitsluitend voor Spanjaarden en Britse ingezetenen van Gibraltar.
- 17 - Toos van der Valk wordt na betaling van het geëiste losgeld in Eindhoven vrijgelaten.
- 21 - De nieuwe Russische leider Joeri Andropov houdt een rede ter gelegenheid van de 65e verjaardag van de Sovjet-Unie. Hij verklaart dat wanneer het Westen zou afzien van de voorgenomen modernisering van het kernwapenarsenaal, de Sovjet-Unie slechts zoveel middellangeafstandsraketten wil behouden als het Verenigd Koninkrijk en Frankrijk bezitten. Bovendien stelt hij de VS voor het aantal strategische wapens te verminderen. Het Westen reageert koel.
- 21 - Ooit betitelde een criticus hem als de 'Orpheus van de piano': Arthur Rubinstein overlijdt op 95-jarige leeftijd.
- 23 - In Polen worden alle interneringskampen opgeheven. Alleen de leiders van de verboden vakbondsorganisatie 'Solidariteit' blijven onder arrest. Op 31 december komt er bovendien een einde aan de staat van beleg.
- 27 - Het Amerikaanse tijdschrift 'Time' kiest de computer tot 'machine van het jaar'.

zonder datum
- Groenland, dat in 1978 volledig zelfbestuur gekregen heeft, verlaat de Europese Gemeenschap, waar het als deel van Denemarken in 1972 lid van geworden was.
- Kernreactor Doel III wordt in gebruik genomen.
- De Rubiks kubus wordt een rage onder de jeugd.
- Er ontstaat een nieuw kattenras: de LaPerm.
- Voormalig Amerikaans president Jimmy Carter en zijn vrouw Rosalynn richten het Carter Center op.

## Muziek

### Klassieke muziek
- 17 februari: eerste uitvoering van Symfonie nr. 11 van Vagn Holmboe
- 3 maart: eerste uitvoering van de Symfonische studie van Aarre Merikanto uit 1928
- 11 maart: eerste uitvoering van Mini-ouverture van Witold Lutosławski
- 25 maart: eerste uitvoering van Nacht und Trompeten van Hans Abrahamsen
- 28 april: eerste uitvoering van Strijkkwartet nr. 16 van Vagn Holmboe
- 21 juni: eerste uitvoering van Symfonie nr. 48 van Alan Hovhaness
- 26 augustus: eerste uitvoering van Grave van Witold Lutosławski (versie strijkorkest)
- 28 augustus: eerste uitvoering van Symfonie nr. 4 van Leif Segerstam
- 29 september: eerste uitvoering van het vioolconcert van Kalevi Aho
- 10 oktober: eerste uitvoering van Hangman, hangman! van Leonardo Balada
- 12 oktober: eerste uitvoering van Gospelpreludes boek 2 van William Bolcom
- 21 oktober: eerste uitvoering van Sardana van Leonardo Balada
- 21 november: eerste uitvoering van het vioolconcert van Leonardo Balada
- 24 november: eerste uitvoering van Quasi un pasodoble van Leonardo Balada

## Beeldende kunst

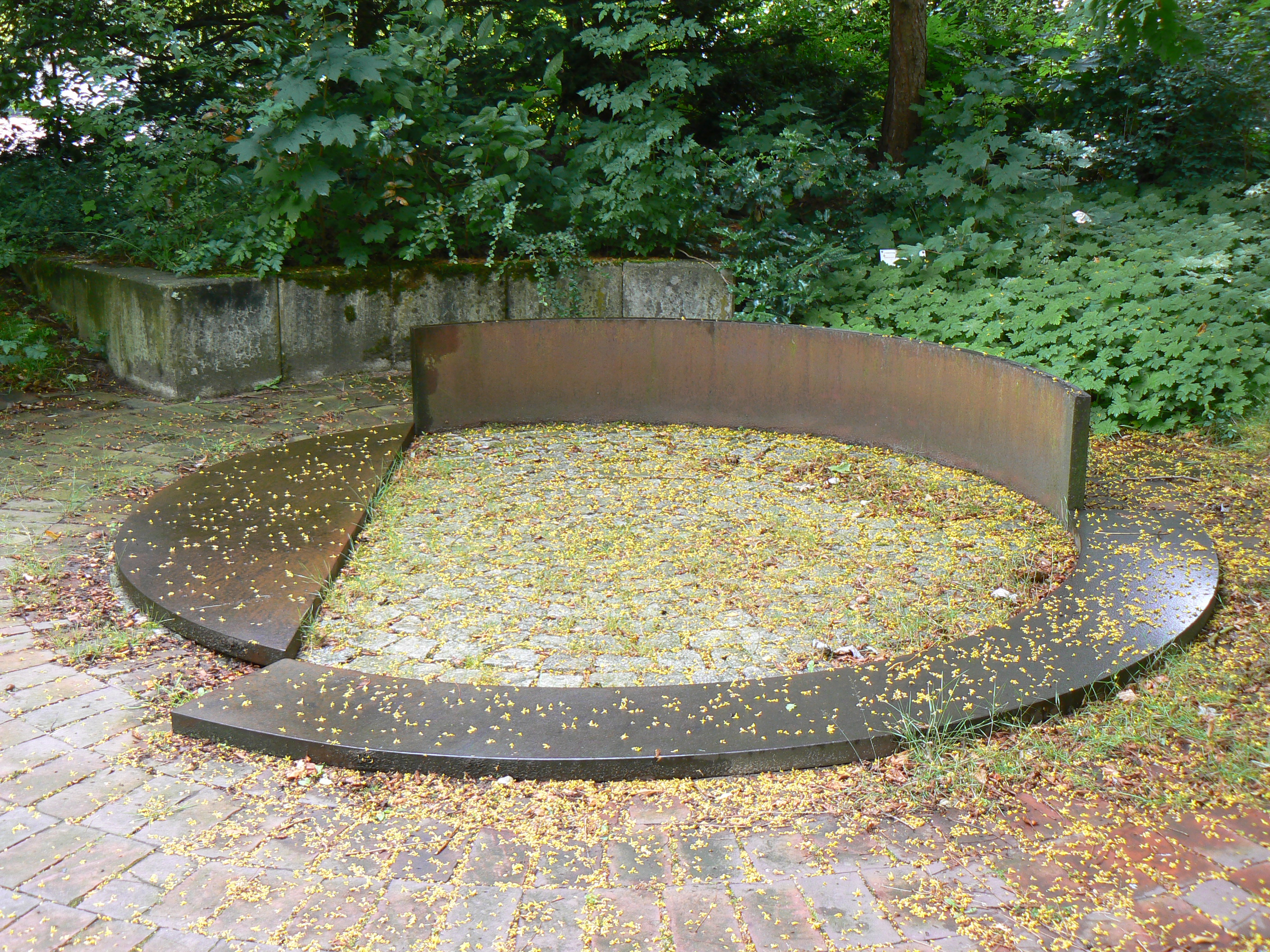
Innen-Außen-Neben (1982) James Reineking, Skulpturenmuseum Glaskasten, Marl, Duitsland
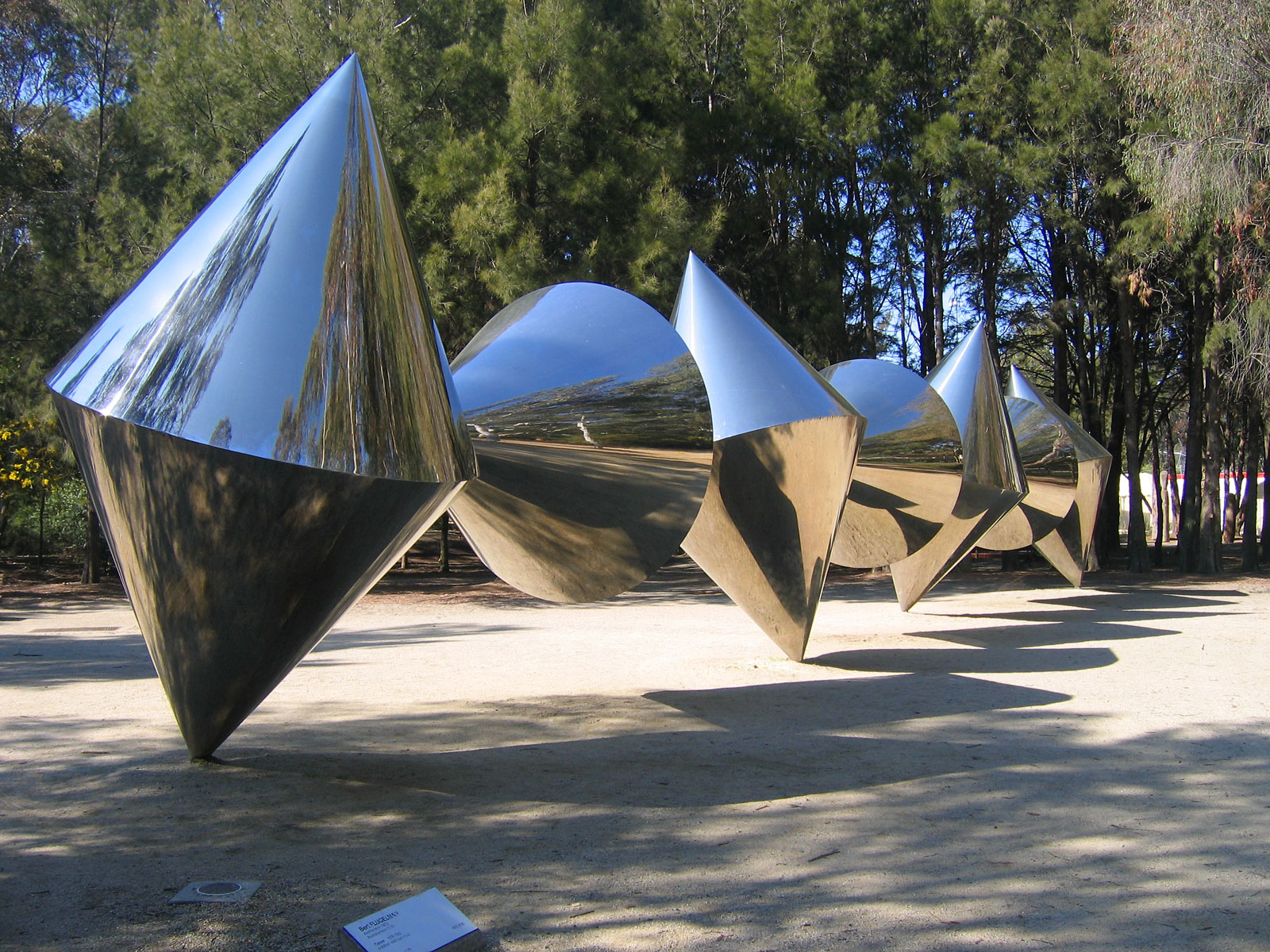
Cones (1982) Bert Flugelman, Canberra

## Bouwkunst

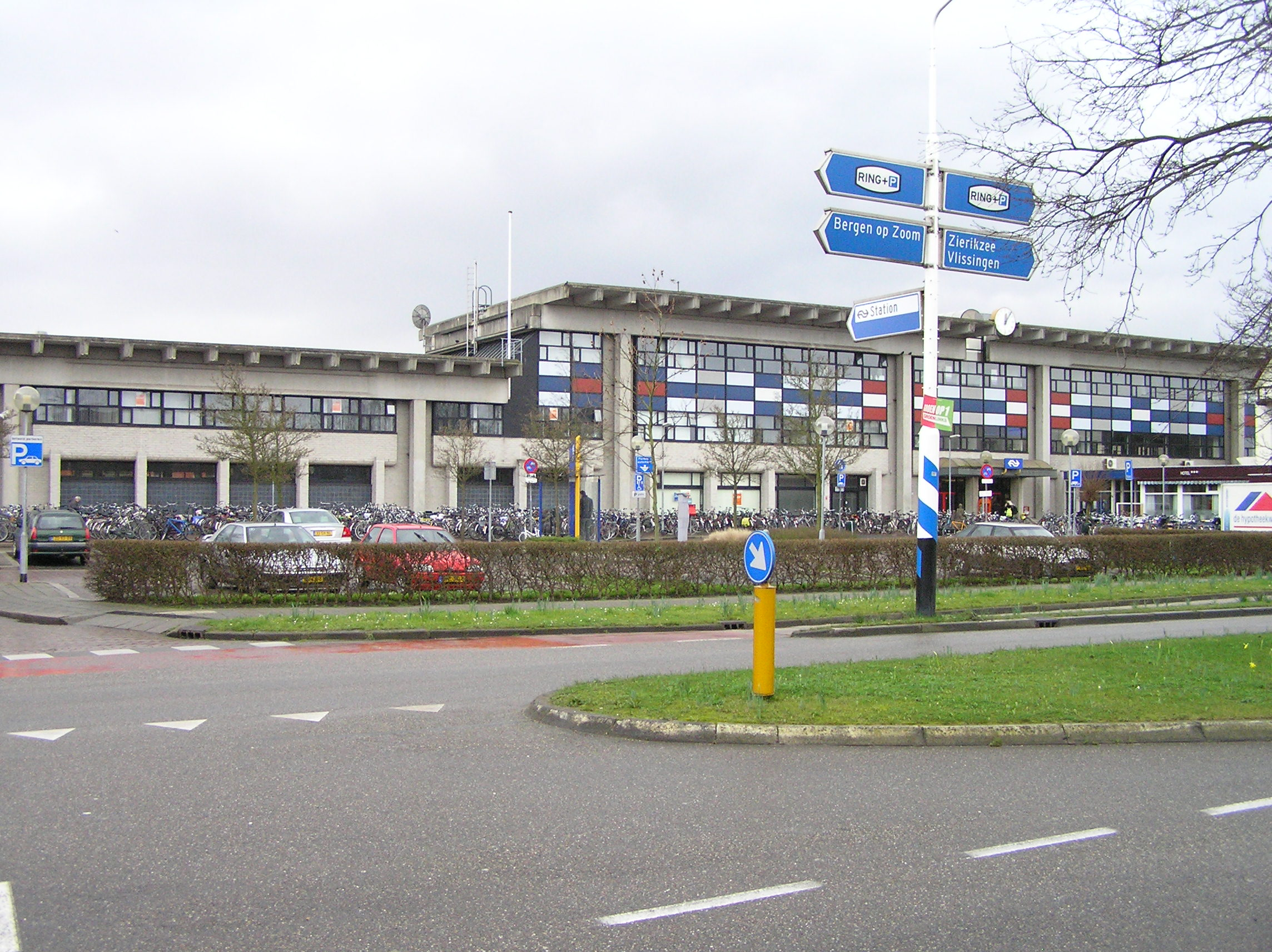
Station Goes (1982) Koen van der Gaast

## Geboren

### januari

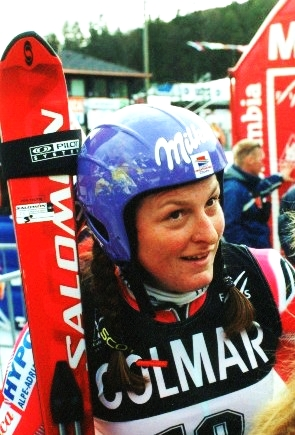
Janica Kostelić, geboren op 5 januari

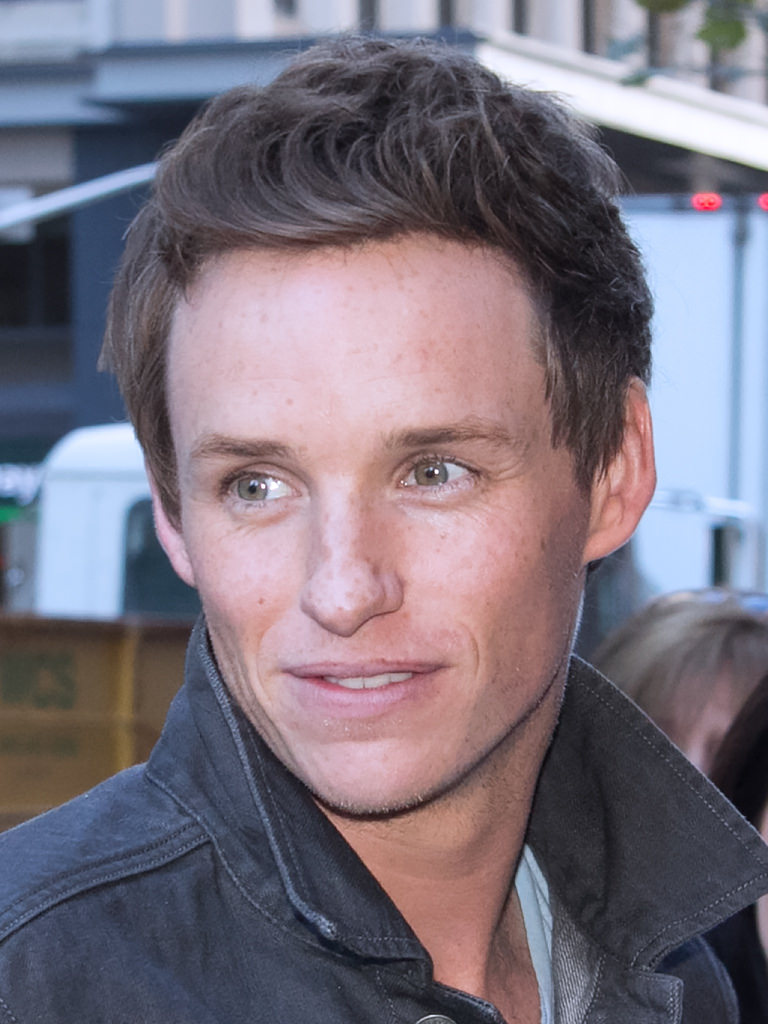
Eddie Redmayne, geboren op 6 januari

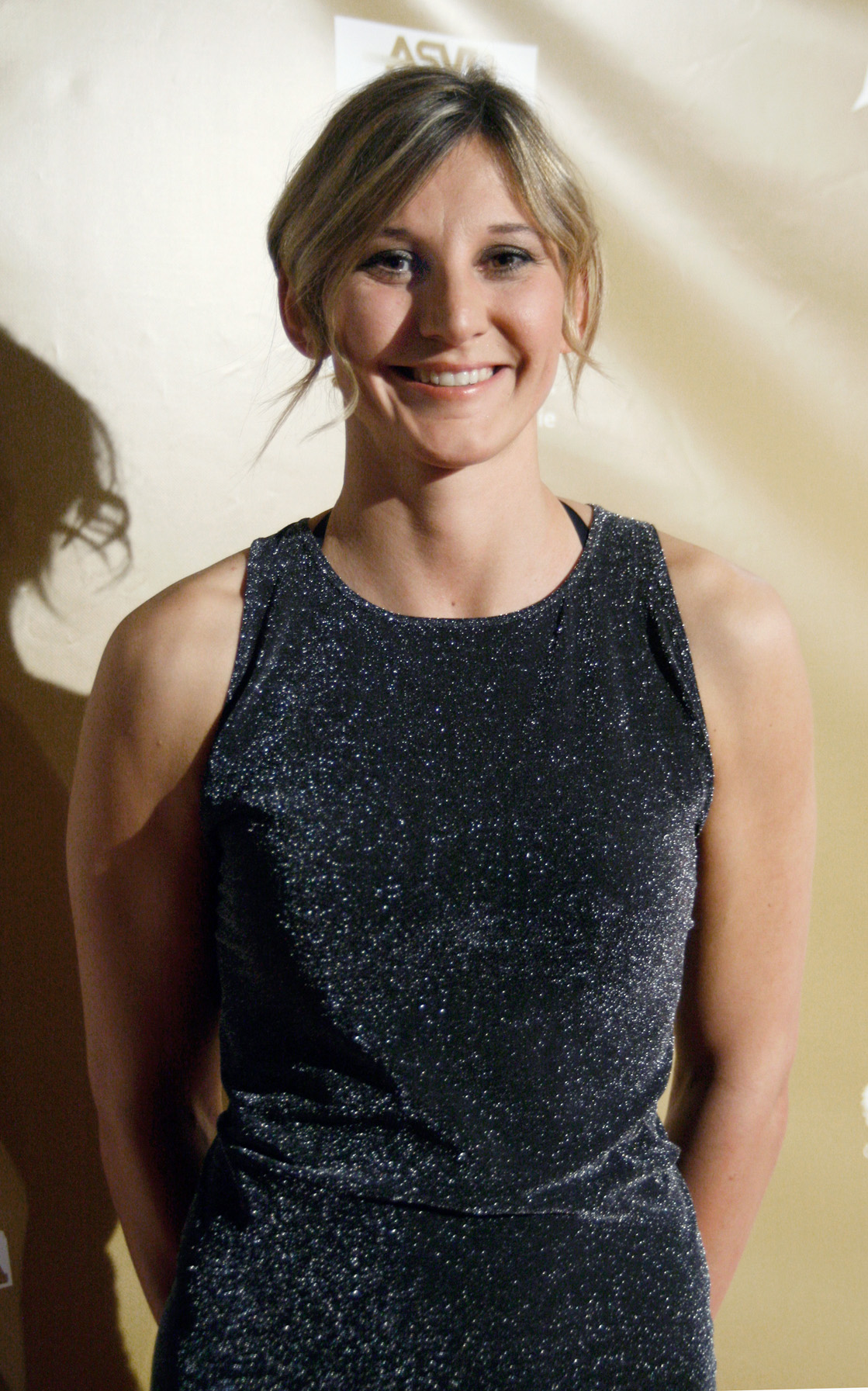
Claudia Heill, geboren op 24 januari, overleden in 2011

- 1 - João Carlos Pinto Chaves, Braziliaans voetballer
- 1 - David Nalbandian, Argentijns tennisser
- 1 - Sebastián Pardo, Chileens voetballer
- 2 - Hassan Mourhit, Marokkaans/Belgisch atleet
- 2 - Athanasía Tsoumeléka, Grieks atlete
- 3 - Lasse Nilsson, Zweeds voetballer
- 4 - Mélanie Cohl, Waals zangeres
- 4 - Christopher Felgate, Zimbabwaans triatleet
- 4 - Bernhard Kohl, Oostenrijks wielrenner
- 4 - Tomislav Mikulić, Kroatisch voetballer
- 4 - Anouk van Schie, Nederlands zangeres
- 5 - Sophie Binet, Frans syndicalist
- 5 - Hans Cornelis, Belgisch voetballer
- 5 - Karel Geraerts, Belgisch voetballer
- 5 - Janica Kostelić, Kroatisch skiester
- 5 - Tiiu Nurmberg, Estisch alpineskiester
- 5 - Jaroslav Plašil, Tsjechisch voetballer
- 5 - Maki Tsukada, Japans judoka
- 5 - Vadims Vasiļevskis, Lets atleet
- 5 - Benoît Vaugrenard, Frans wielrenner
- 5 - Joel Thomas Zimmerman (Deadmau5), Canadees producer en dj
- 6 - Gilbert Arenas, Amerikaans basketballer
- 6 - Morgan Lander, Canadees muzikant
- 6 - Eddie Redmayne, Brits acteur
- 7 - Joachim Johansson, Zweeds tennisser
- 7 - Andreas Matzbacher, Oostenrijks wielrenner (overleden 2007)
- 7 - Eddy Putter, Nederlands voetballer
- 7 - Hannah Stockbauer, Duits zwemster
- 8 - Jonathan Cantwell, Australisch wielrenner en triatleet (overleden 2018)
- 8 - Ronny Daelman, Belgisch acteur
- 8 - John Utaka, Nigeriaans voetballer
- 9 - Nora Bossong, Duits dichteres
- 9 - Yumiko Hara, Japans atlete
- 10 - Mohamed El Yamani - Egyptisch voetballer
- 10 - Pieter-Jan Postma, Nederlands zeiler
- 11 - Nejc Kajtazović, Sloveens voetbalscheidsrechter
- 11 - Emel Mathlouthi, Tunesisch zangeres
- 12 - Henry Ho, Macaus autocoureur
- 12 - Hans Van Alphen, Belgisch atleet
- 13 - Rogier Blink, Nederlands roeier
- 13 - Guillermo Coria, Argentijns tennisser
- 13 - Ruth Wilson, Brits actrice
- 15 - Benjamin Agosto, Amerikaans kunstschaatser
- 17 - Lydia Lassila, Australisch freestyleskiester
- 17 - Christian Perez, Filipijns darter
- 17 - Dwyane Wade, Amerikaans basketballer
- 18 - Mary Keitany, Keniaans atlete
- 19 - Pete Buttigieg, Amerikaans Democratisch politicus
- 19 - Nathaniel McKinney, Bahamaans atleet
- 19 - Simone Missick, Amerikaans actrice
- 19 - Matt Tegenkamp, Amerikaans atleet
- 20 - Fredrik Strømstad, Noors voetballer
- 21 - Adriano Ferreira Martins, Braziliaans voetballer
- 21 - Simon Rolfes, Duits voetballer
- 21 - François Mével, Frans voetballer
- 22 - Liane Bahler, Duits wielrenster (overleden 2007)
- 22 - Fabricio Coloccini, Argentijns voetballer
- 22 - Menno Geelen, Nederlands sportbestuurder
- 22 - Martin Koch, Oostenrijks schansspringer
- 24 - Claudia Heill, Oostenrijks judoka (overleden 2011)
- 25 - Peter van Agtmaal, Nederlands wielrenner
- 25 - Patrik Ingelsten, Zweeds voetballer
- 25 - Noemi, Italiaans zangeres en scenarioschrijfster
- 26 - Eric van Oosterhout, Nederlands, trompettist en wielrenner
- 27 - Tereje Wodajo, Ethiopisch atleet
- 28 - Michaël Guigou, Frans handballer
- 28 - Tamandani Nsaliwa, Canadees voetballer
- 30 - Marloes de Boer, Nederlands voetbalster
- 30 - Heike Hartmann, Duits langebaanschaatser
- 30 - Hiroyuki Kimura, Japans voetbalscheidsrechter
- 30 - Gilles Yapi Yapo, Ivoriaans voetballer

### februari
- 1 - Gavin Henson, Welsh rugbyer

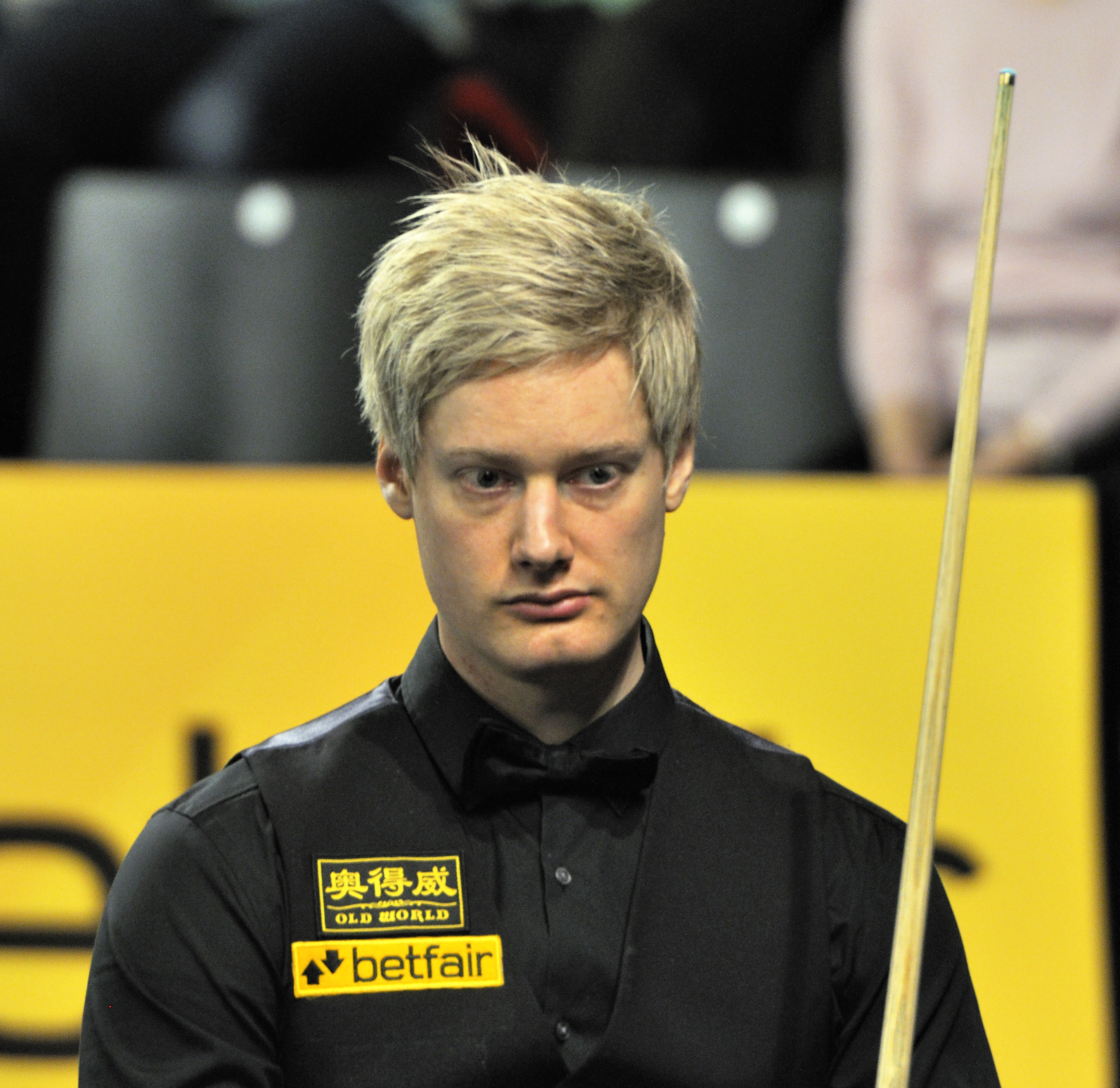
Neil Robertson, geboren op 11 februari

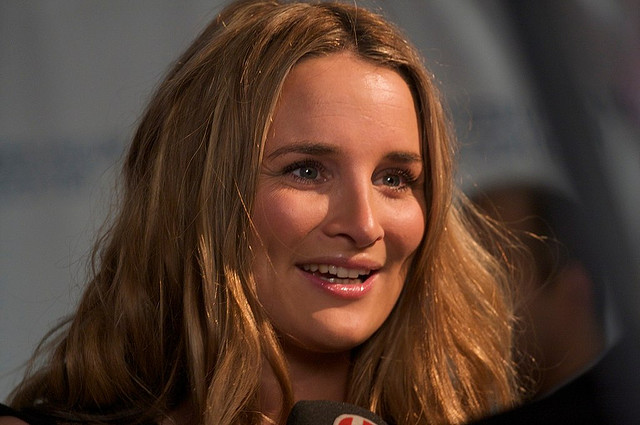
Lieke van Lexmond, geboren op 6 februari

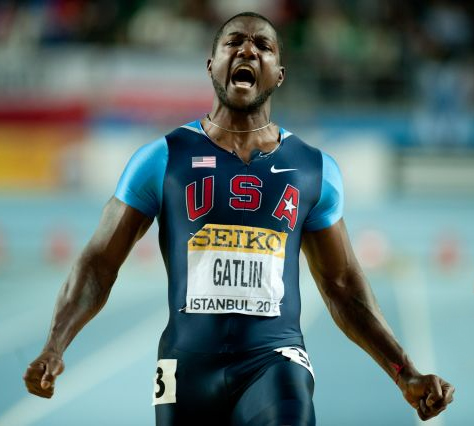
Justin Gatlin, geboren op 10 februari

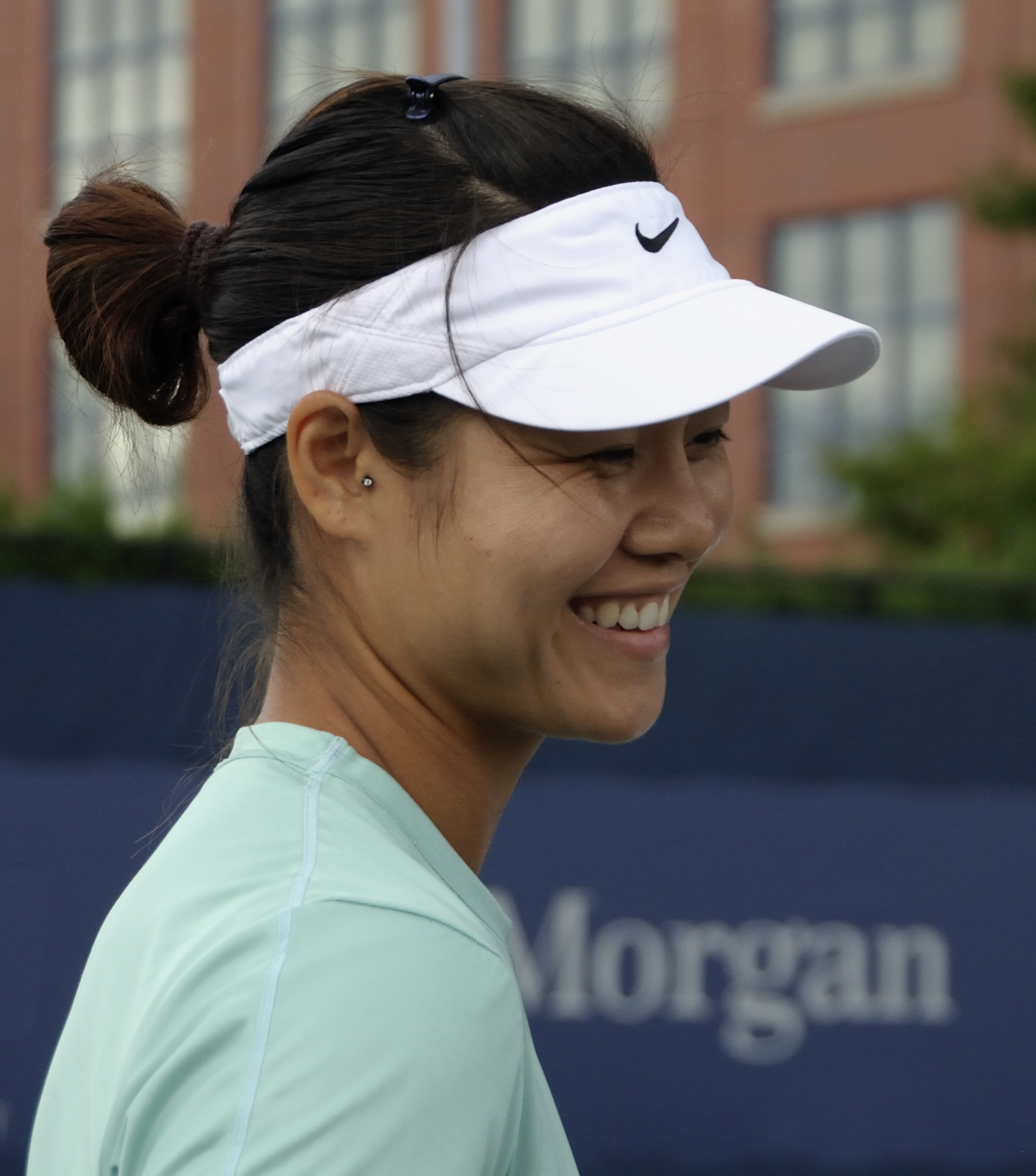
Li Na, geboren op 26 februari

- 1 - Dorian Scott, Jamaicaans atleet
- 2 - Docus Inzikuru, Oegandees atlete
- 2 - Sammy Kibet, Keniaans atleet
- 2 - Filippo Magnini, Italiaans zwemmer
- 2 - Amaël Moinard, Frans wielrenner
- 3 - Tim Burke, Amerikaans biatleet
- 3 - Sybren Jansma, Nederlands bobsleeër
- 4 - Peter Dawson, Australisch wielrenner
- 4 - Marco de Hollander, Nederlands zanger
- 5 - Christian Duma, Duits atleet
- 5 - Liliana Popescu, Roemeens atlete
- 5 - Mikuru Suzuki, Japans dartster
- 6 - Jade Edmistone, Australisch zwemster
- 6 - Lieke van Lexmond, Nederlands actrice
- 6 - Jennifer Suhr, Amerikaans atlete
- 7 - Nicola Spirig, Zwitsers triatlete
- 8 - Katrin Leumann, Zwitsers mountainbikester en veldrijdster
- 8 - Rory Sutherland, Australisch wielrenner
- 8 - Zersenay Tadese, Eritrees atleet
- 9 - Guillaume Devos, Vlaams acteur
- 10 - Frank van Etten, Nederlands zanger
- 10 - Justin Gatlin, Amerikaans atleet
- 10 - Cees Juffermans, Nederlands shorttracker en marathonschaatser
- 10 - Kees Tol, Nederlands acteur en presentator
- 11 - Neil Robertson, Australisch snookerspeler
- 12 - Alo Bärengrub, Estisch voetballer
- 12 - Steven Nyman, Amerikaans alpineskiër
- 12 - Matías Schulz, Argentijns handballer
- 12 - Loúis Tsátoumas, Grieks atleet
- 15 - Yoandri Betanzos, Cubaans atleet
- 15 - Tahesia Harrigan-Scott, Atlete uit de Britse Maagdeneilanden
- 15 - James Yap, Filipijns basketballer
- 17 - Thimothée Atouba, Kameroens voetballer
- 17 - Eunice Jepkorir, Keniaans atlete
- 17 - Adriano Leite Ribeiro, Braziliaans voetballer
- 18 - Marcel Bîrsan, Roemeense voetbalscheidsrechter
- 18 - Markus Eichler, Duits wielrenner
- 18 - John Farrow, Australisch skeletonracer
- 18 - Steven Hammell, Schots voetballer
- 18 - Krisztián Pars, Hongaars atleet
- 18 - Ivan Santos, Spaans wielrenner
- 19 - Camelia Potec, Roemeens zwemster
- 20 - Walter Vílchez, Peruviaans voetballer
- 22 - Jenna Haze, Amerikaans pornoactrice
- 22 - Dichen Lachman, Australisch actrice
- 22 - Ibad Muhamadu, Nederlands voetballer
- 22 - Tetjana Petljoek, Oekraïens atlete
- 22 - Daniel Wansi, Kameroens voetballer (overleden 2024)
- 24 - Melody Miyuki Ishikawa (melody.), Japans zangeres
- 24 - Klára Koukalová, Tsjechisch tennisspeelster
- 25 - Aukje van Ginneken, Nederlands actrice
- 25 - Flavia Pennetta, Italiaans tennisspeelster
- 25 - Meral Polat, Turks-Nederlands actrice
- 26 - Li Na, Chinees tennisspeelster
- 26 - Nate Ruess, Amerikaans zanger
- 28 - Thijs de Greeff, Nederlands hockeyer
- 28 - Alberto Losada, Spaans wielrenner
- 28 - Jelena Slesarenko, Russisch atlete

### maart

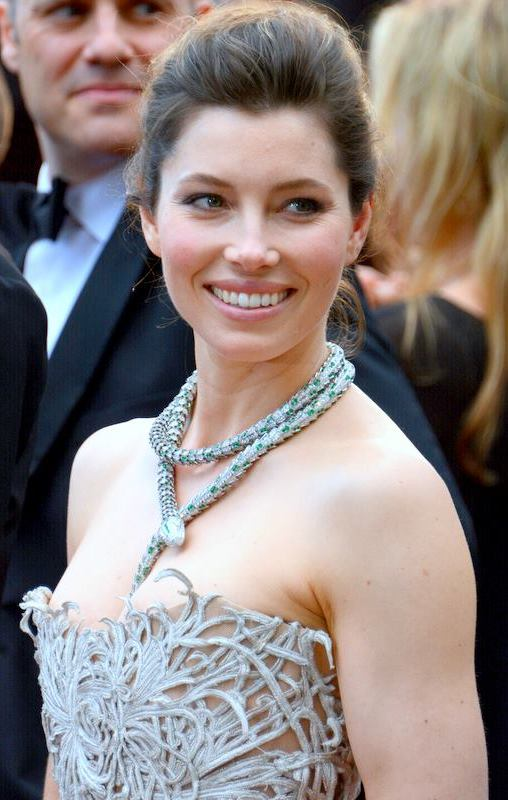
Jessica Biel, geboren op 3 maart

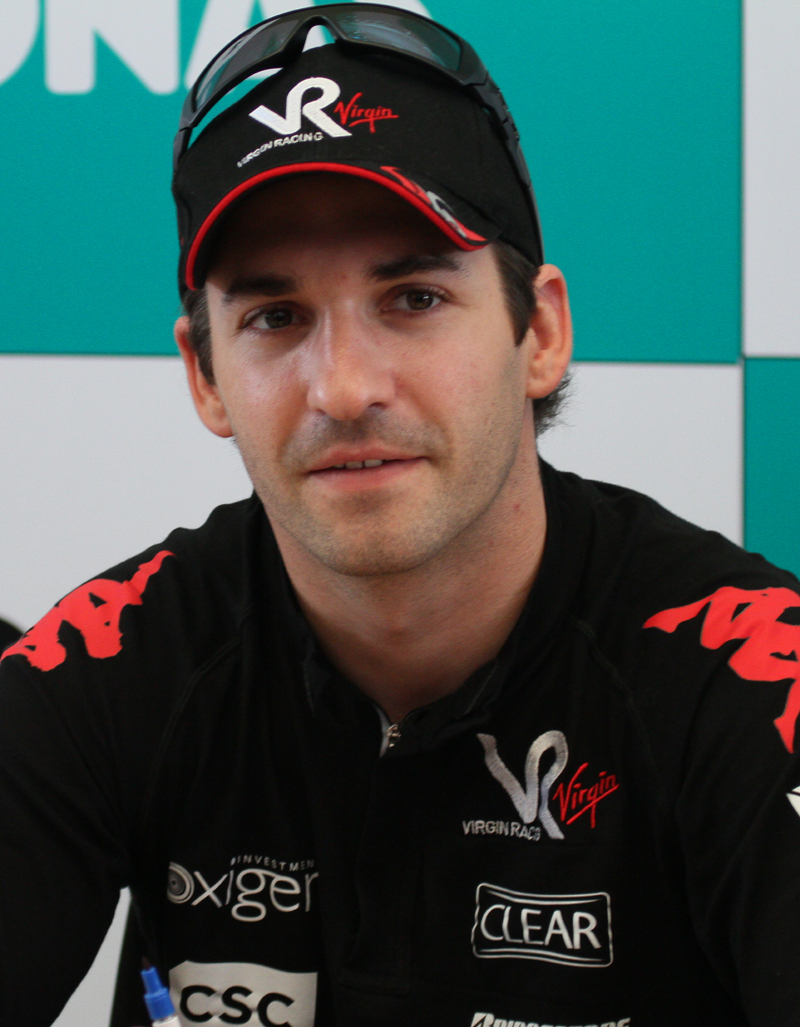
Timo Glock, geboren op 18 maart

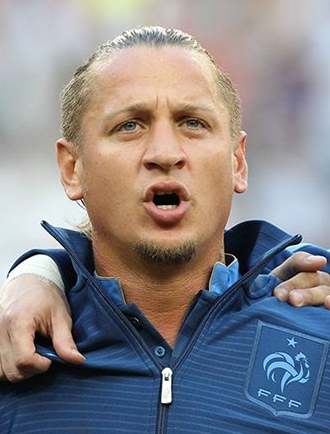
Philippe Mexès, geboren op 30 maart

- 1 - Gil da Cruz Trindade, Oost-Timorees atleet
- 1 - Leryn Franco, Paraguayaans atlete
- 1 - Sandra Oxenryd, Ests zangeres
- 2 - Pilou Asbæk, Deens acteur
- 2 - Jillian Camarena-Williams, Amerikaans atlete
- 2 - Kevin Kurányi, Duits voetballer
- 3 - Jessica Biel, Amerikaans actrice
- 3 - Ismail Elfath, Amerikaans-Marokkaans voetbalscheidsrechter
- 3 - Johan Hamster, Nederlands politicus (CU)
- 3 - Mercedes Mason, Zweeds-Amerikaans actrice
- 4 - Landon Donovan, Amerikaans voetballer
- 6- Inga Abitova, Russisch atlete
- 8 - Roland Clara, Italiaans langlaufer
- 8 - Koen Daerden, Belgisch voetballer
- 9 - Ryan Bayley, Australisch wielrenner
- 9 - Mirjana Lučić, Kroatisch tennisspeelster
- 9 - Peter Marshall, Amerikaans zwemmer
- 10 - Mieke Geens, Belgisch atlete
- 13 - Eduardo Saverin, medeoprichter Facebook
- 14 - Mohammed Aliyu Datti, Nigeriaans voetballer
- 14 - Juanito Sequeira, Nederlands voetballer
- 14 - François Sterchele, Belgisch voetballer (overleden 2008)
- 15 - Rob Goris, Belgisch wielrenner (overleden 2012)
- 15 - Wilson Kipsang, Keniaans atleet
- 15 - Daniel Richardsson, Zweeds langlaufer
- 17 - Steven Pienaar, Zuid-Afrikaans voetballer
- 18 - Timo Glock, Duits autocoureur
- 19 - Frank Diefenbacher, Duits autocoureur
- 19 - Arno Krabman, Nederlands muziekproducent
- 20 - Tomasz Kuszczak, Pools voetballer
- 20 - Alette Sijbring, Nederlands waterpoloster
- 20 - Conrad Williams, Brits atleet
- 21 - Maria Elena Camerin, Italiaans tennisspeelster
- 22 - Jan Čelůstka, Tsjechisch triatleet
- 22 - Deborah De Ridder, Vlaams actrice, zangeres en danseres
- 22 - Florian Handke, Duits schaker
- 23 - Werner Heel, Italiaans alpineskiër
- 23 - Goran Lovre, Servisch voetballer
- 24 - Jimmy Hempte, Belgisch voetballer
- 25 - Kayoko Fukushi, Japans atlete
- 25 - Álvaro Saborío, Costa Ricaans voetballer
- 26 - Zekiros Adanech, Ethiopisch atlete
- 28 - Aksana Mjankova, Wit-Russisch atlete
- 28 - Luis Tejada, Panamees voetballer (overleden 2024)
- 29 - Jay Brannan, Amerikaans singer-songwriter en acteur
- 29 - Mario Carević, Kroatisch voetballer
- 30 - Christopher Del Bosco, Canadees freestyleskiër
- 30 - Manuel Fumic, Duits mountainbiker
- 30 - Suzanne de Jong, Nederlands presentatrice
- 30 - Oliver Dziubak, Australisch atleet
- 30 - Philippe Mexès, Frans voetballer
- 31 - Ruud Kras, Nederlands voetballer
- 31 - David Poisson, Frans alpineskiër (overleden 2017)

### april

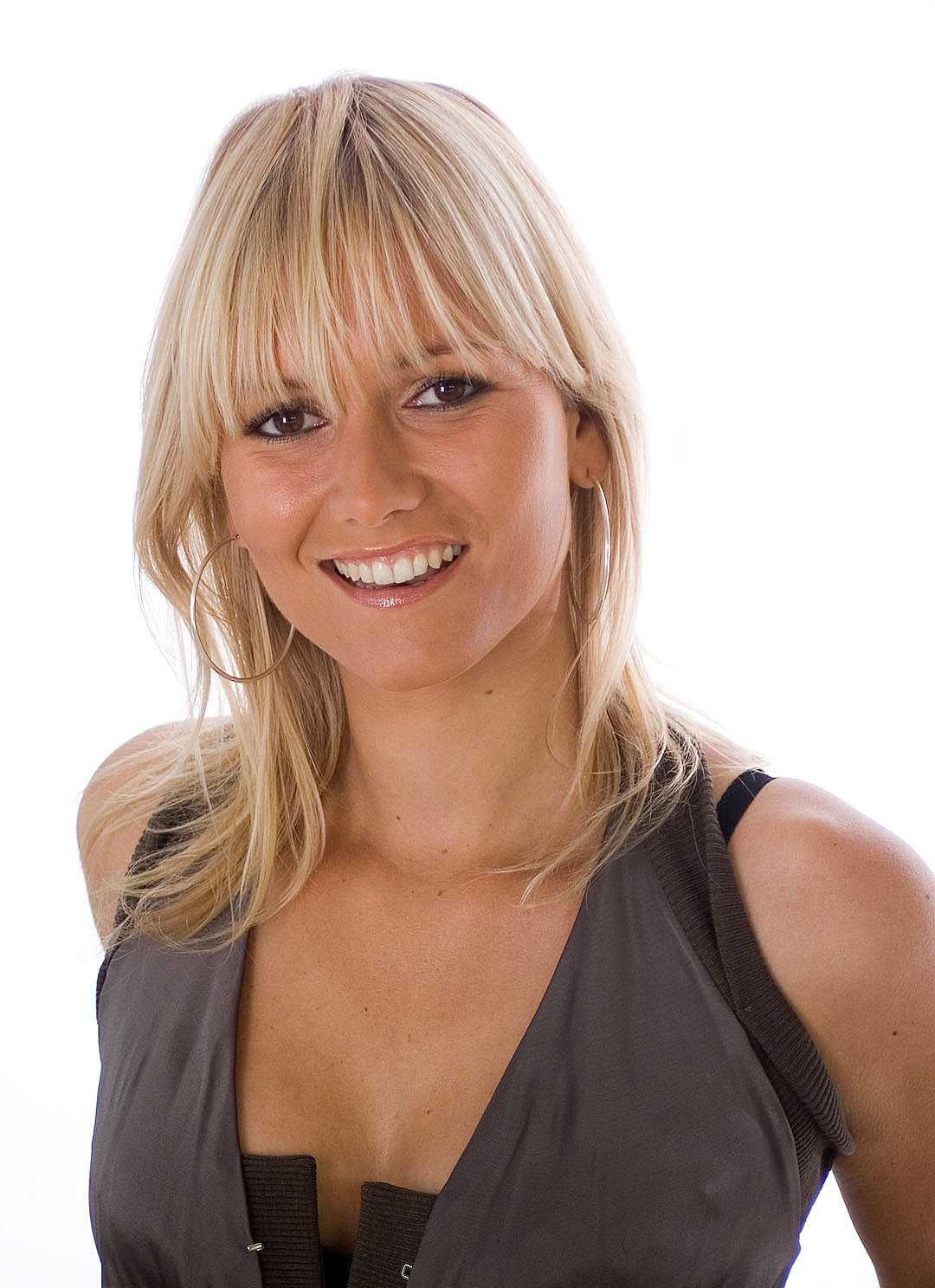
Cynthia Reekmans, geboren op 7 april

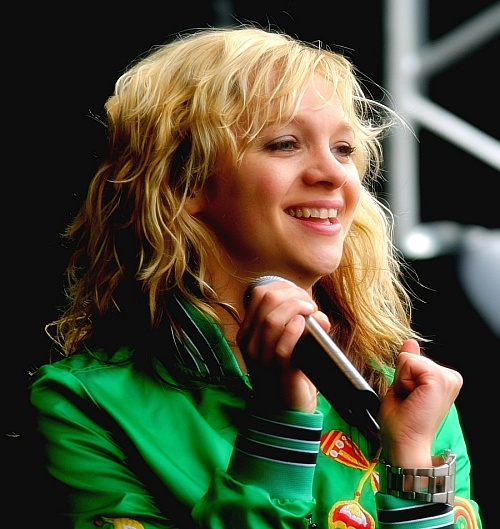
Jacqueline Govaert, geboren op 20 april

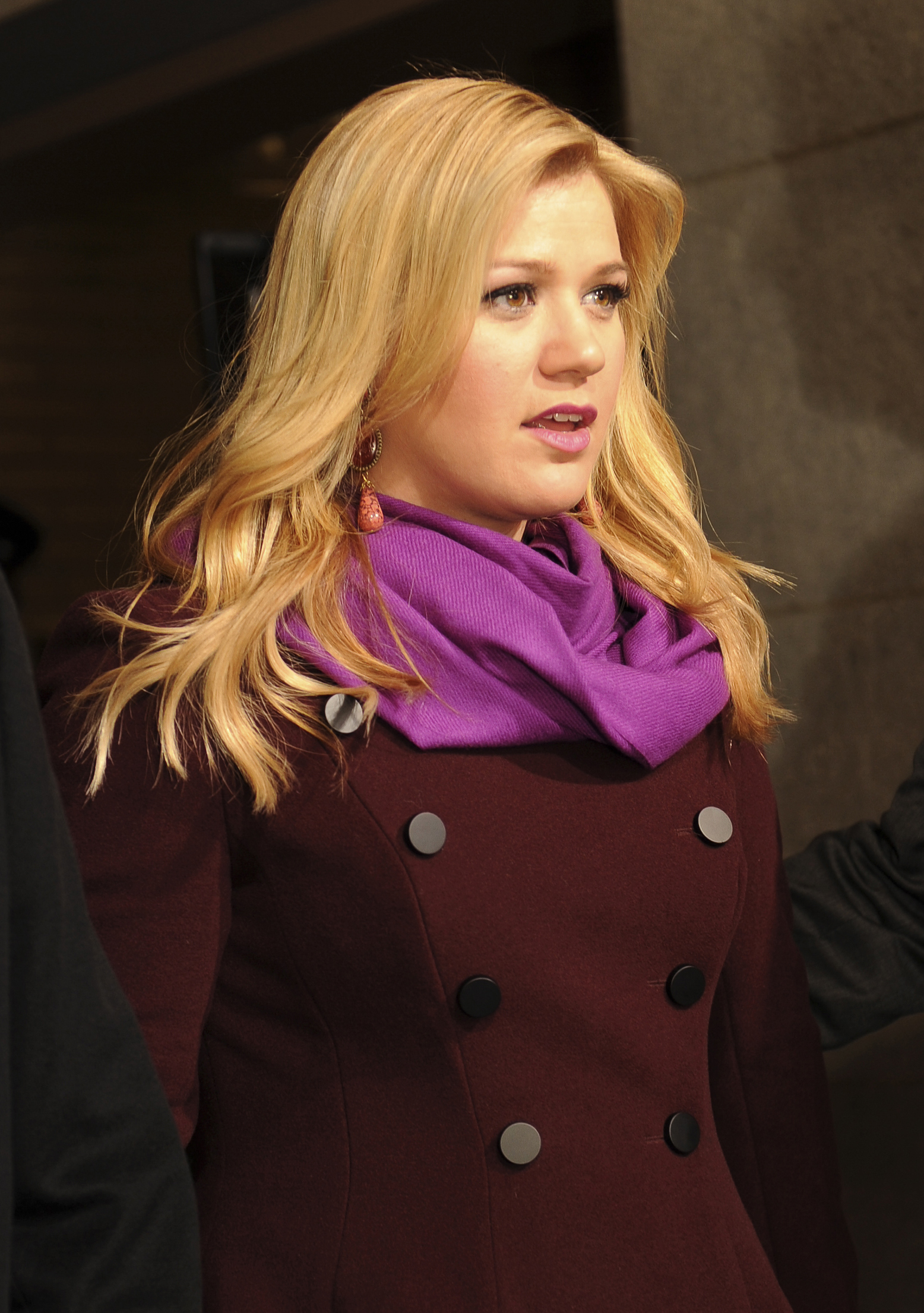
Kelly Clarkson, geboren op 24 april

- 1 - Andreas Thorkildsen, Noors atleet
- 2 - Marco Amelia, Italiaans voetballer
- 2 - Jeremy Bloom, Amerikaans freestyleskiër, Americanfootballspeler en model
- 2 - David Ferrer, Spaans tennisser
- 3 - Sambegou Bangoura, Guinees voetballer
- 3 - Karol Beck, Slowaaks tennisser
- 3 - Sofia Boutella, Frans danseres, model en actrice
- 3 - Ruben Schaken, Nederlands voetballer
- 3 - Cobie Smulders, Canadees actrice en fotomodel
- 3 - Ruedi Wild, Zwitsers triatleet
- 4 - Rémi Pauriol, Frans wielrenner
- 5 - Hayley Atwell, Brits actrice
- 5 - Thomas Hitzlsperger, Duits voetballer
- 5 - Alexandre Prémat, Frans autocoureur
- 5 - Daniil Sapunov, Oekraïens-Kazachs triatleet
- 6 - Wim De Decker, Belgisch voetballer
- 6 - Gregory Franchi, Belgisch autocoureur
- 6 - Jarkko Kauppinen, Fins biatleet
- 6 -  Miguel Ángel Silvestre, Spaans acteur
- 7 - Franz Burgmeier, Liechtensteins voetballer
- 7 - Marijana Jankovic, Montenegrijns-Deens actrice, scenarioschrijfster en regisseuse
- 7 - Cynthia Reekmans, Vlaams presentatrice en televisiepersoonlijkheid (Miss Belgian Beauty 2005)
- 8 - Henry van Loon, Nederlands stand-upcomedian, cabaretier en acteur
- 8 - Aleksejs Saramotins, Lets wielrenner
- 9 - Liesbeth Mau Asam, Nederlands shorttrackster
- 10 - Ibrahim Kargbo, Sierra Leoons voetballer
- 10 - Florian Mennigen, Duits roeier
- 10 - Ilse Ott, Nederlands actrice
- 10 - Mebarek Soltani, Algerijns bokser
- 10 - Bart Zeilstra (vroegere alias Baas B), Nederlands hiphopper en zanger
- 11 - Sergej Slavnov, Russisch kunstschaatser
- 12 - Easton Corbin, Amerikaans countryzanger
- 12 - Ryan Dalziel, Schots autocoureur
- 12 - Liam Killeen, Brits mountainbiker en veldrijder
- 13 - Marcel Veenendaal, Nederlands zanger
- 14 - Larissa França, Braziliaans beachvolleybalster
- 14 - Reshum van Til, Nederlands zangeres
- 15 - Steffen Justus, Duits triatleet
- 15 - Sanne de Regt, Nederlands kapster, schoonheidsspecialiste en miss
- 17 - Samson Barmao, Keniaans atleet
- 17 - Wouter Mol, Nederlands wielrenner
- 17 - Leonardo Querín, Argentijns handballer
- 18 - Darren Sutherland, Iers bokser (overleden 2009)
- 19 - Wim De Vocht, Belgisch wielrenner
- 19 - Ola Vigen Hattestad, Noors langlaufer
- 19 - Aurore Mongel, Frans zwemster
- 20 - Jacqueline Govaert, Nederlands zangeres (o.a. Krezip)
- 20 - Dario Knežević, Kroatisch voetballer
- 20 - Arnoud Okken, Nederlands atleet
- 21 - Nathalie Meskens, Vlaams actrice en zangeres
- 22 - Kaká (Ricardo Izecson Dos Santos Leite), Braziliaans voetballer
- 22 - Patrick Lindsey, Amerikaans ondernemer en autocoureur
- 24 - Kelly Clarkson, Amerikaans zangeres
- 24 - David Oliver, Amerikaans atleet
- 26 - Lloyd Mondory, Frans wielrenner
- 26 - Novlene Williams-Mills, Jamaicaans atlete
- 27 - Siska Schoeters, Belgisch radiopresentatrice
- 28 - Stefano Seedorf, Nederlands voetballer
- 30 - Kirsten Dunst, Amerikaans actrice

### mei

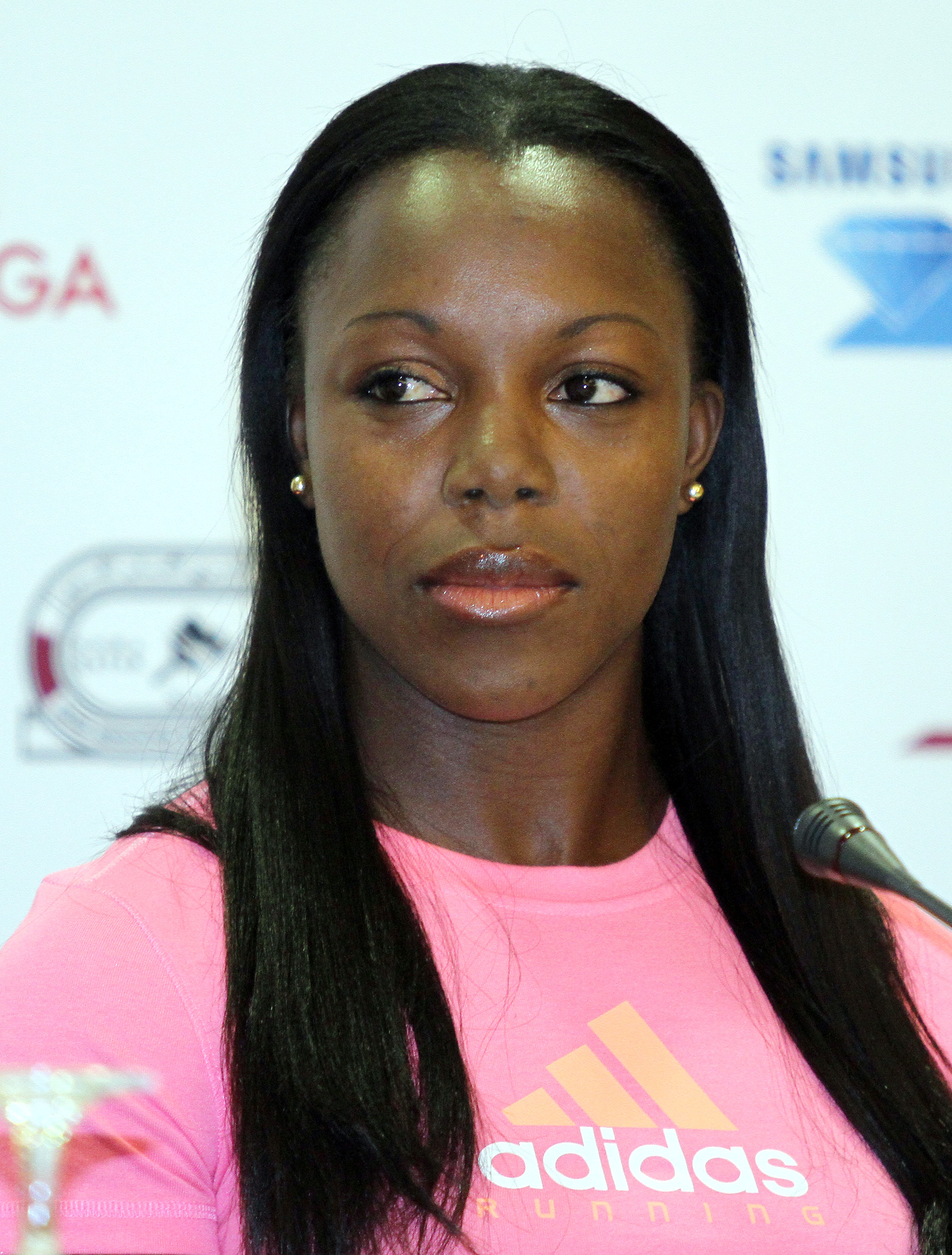
Veronica Campbell-Brown, geboren op 15 mei

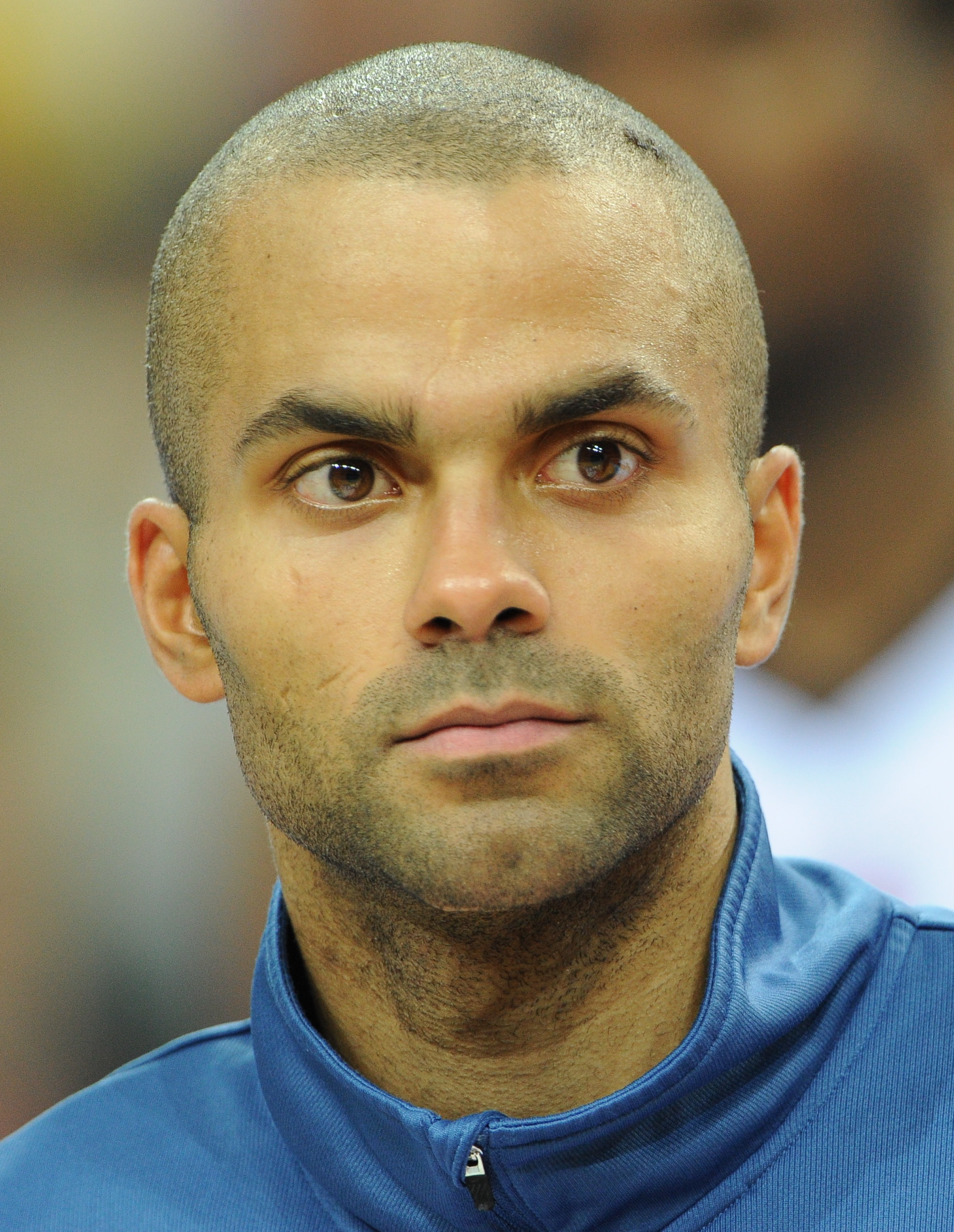
Tony Parker, geboren op 17 mei

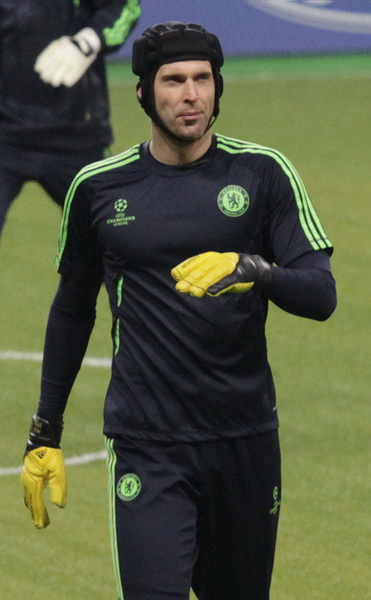
Petr Čech, geboren op 20 mei

- 1 - António Alberto Bastos Pimparel, Portugees voetballer
- 1 - Jamie Dornan, Noord-Iers acteur
- 1 - Mark Farren, Iers voetballer (overleden 2016)
- 1 - Darijo Srna, Kroatisch voetballer
- 2 - Csaba Horváth, Slowaaks voetballer
- 3 - Mathieu Doby, Belgisch kajakker
- 3 - Joo Hyun-jung, Zuid-Koreaans boogschutter
- 3 - Irakli Tsirekidze, Georgisch judoka
- 4 - Wytse van der Goot, Nederlands sportverslaggever
- 4 - Norihito Kobayashi, Japans noordse combinatieskiër
- 4 - Markus Rogan, Oostenrijks zwemmer
- 4 - Facundo Tello, Argentijns voetbalscheidsrechter
- 5 - Ferrie Bodde, Nederlands voetballer
- 6 - Miljan Mrdaković, Servisch voetballer (overleden 2020)
- 6 - Eric Murray, Nieuw-Zeelands roeier
- 6 - Diogo Sclebin, Braziliaans triatleet
- 7 - Stephan Lokhoff, Nederlands paralympisch sporter
- 8 - Grégory Guilvert, Frans autocoureur
- 8 - Uğur Yıldırım, Turks-Nederlands voetballer
- 9 - Hernán Losada, Argentijns voetballer
- 10 - Evans Cheruiyot, Keniaans atleet
- 10 - Marc Hennerici, Duits autocoureur
- 10 - Frazer Will, Canadees judoka
- 11 - Cory Monteith, Canadees acteur en zanger (overleden 2013)
- 12 - Marvin Anderson, Jamaicaans atleet
- 12 - João Cabreira, Portugees wielrenner
- 12 - Luigi Ferrara, Italiaans autocoureur
- 12 - Stephen Jelley, Brits autocoureur
- 12 - Daniel Taylor, Amerikaans atleet
- 13 - Amine Laâlou, Marokkaans atleet
- 13 - Donnie Nietes, Filipijns professioneel bokser
- 13 - Oguchi Onyewu, Amerikaans voetballer
- 13 - Maarten Wynants, Belgisch wielrenner
- 14 - Anders Eggert, Deens handballer
- 14 - Shaun Norris, Zuid-Afrikaans golfer
- 14 - Stanimir Todorov, Bulgaars kunstschaatser
- 15 - Alexandra Breckenridge, Amerikaans actrice
- 15 - Veronica Campbell, Jamaicaans atlete
- 15 - Segundo Castillo, Ecuadoraans voetballer
- 15 - Jelmer Pietersma, Nederlands mountainbiker
- 16 - Billy Crawford, Filipijns zanger en acteur
- 16 - Hanna Mariën, Belgisch atlete
- 16 - Clément Turpin, Frans voetbalscheidsrechter
- 17 - Tony Parker, Belgisch-Frans basketballer
- 18 - Novak Simović, Servisch voetbalscheidsrechter
- 18 - Roderick Weusthof, Nederlands hockeyer
- 19 - Rebecca Hall, Brits actrice
- 20 - Petr Čech, Tsjechisch voetballer
- 20 - Ellen Deckwitz, Nederlands dichteres, theatermaakster en columniste
- 22 - Apolo Ohno, Amerikaans shorttracker
- 22 - Mélissa Drigeard, Frans actrice en scenarioschrijver
- 22 - Hong Yong-jo, Noord-Koreaans voetballer
- 23 - Malene Mortensen, Deens zangeres
- 23 - Tristan Prettyman, Amerikaans muzikant
- 23 - Adil Shamasdin, Canadees tennisser
- 24 - Lusapho April, Zuid-Afrikaans atleet
- 24 - DaMarcus Beasley, Amerikaans voetballer
- 25 - Daniel Braaten, Noors voetballer
- 25 - Roger Guerreiro, Braziliaans-Pools voetballer
- 25 - Ezekiel Kemboi, Keniaans atleet
- 25 - Irina Melesjina, Russisch atlete
- 25 - Giandomenico Mesto, Italiaans voetballer
- 25 - Natallja Michnevitsj, Wit-Russisch atlete
- 25 - Ellen Petri, Miss België 2004
- 26 - Mikel Arteta, Spaans voetballer
- 29 - Natalja Dobrynska, Oekraïens atlete
- 30 - Nicola Baldan, Italiaans autocoureur
- 30 - Everon Jackson Hooi, Nederlands acteur
- 30 - Stamatis Katsimis, Grieks autocoureur
- 31 - Fränzi Mägert-Kohli, Zwitsers snowboardster
- 31 - Bertine Spijkerman, Nederlands wielrenster

### juni

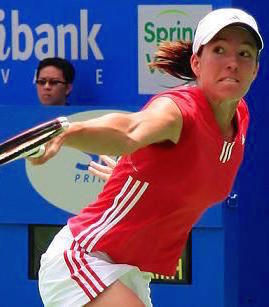
Justine Henin, geboren op 1 juni

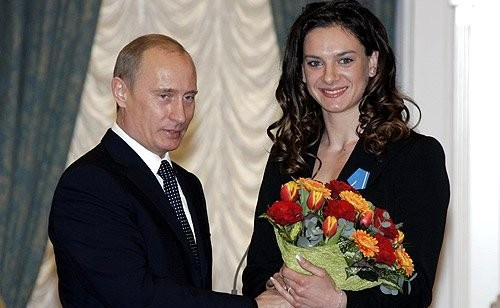
Jelena Isinbajeva, geboren op 3 juni

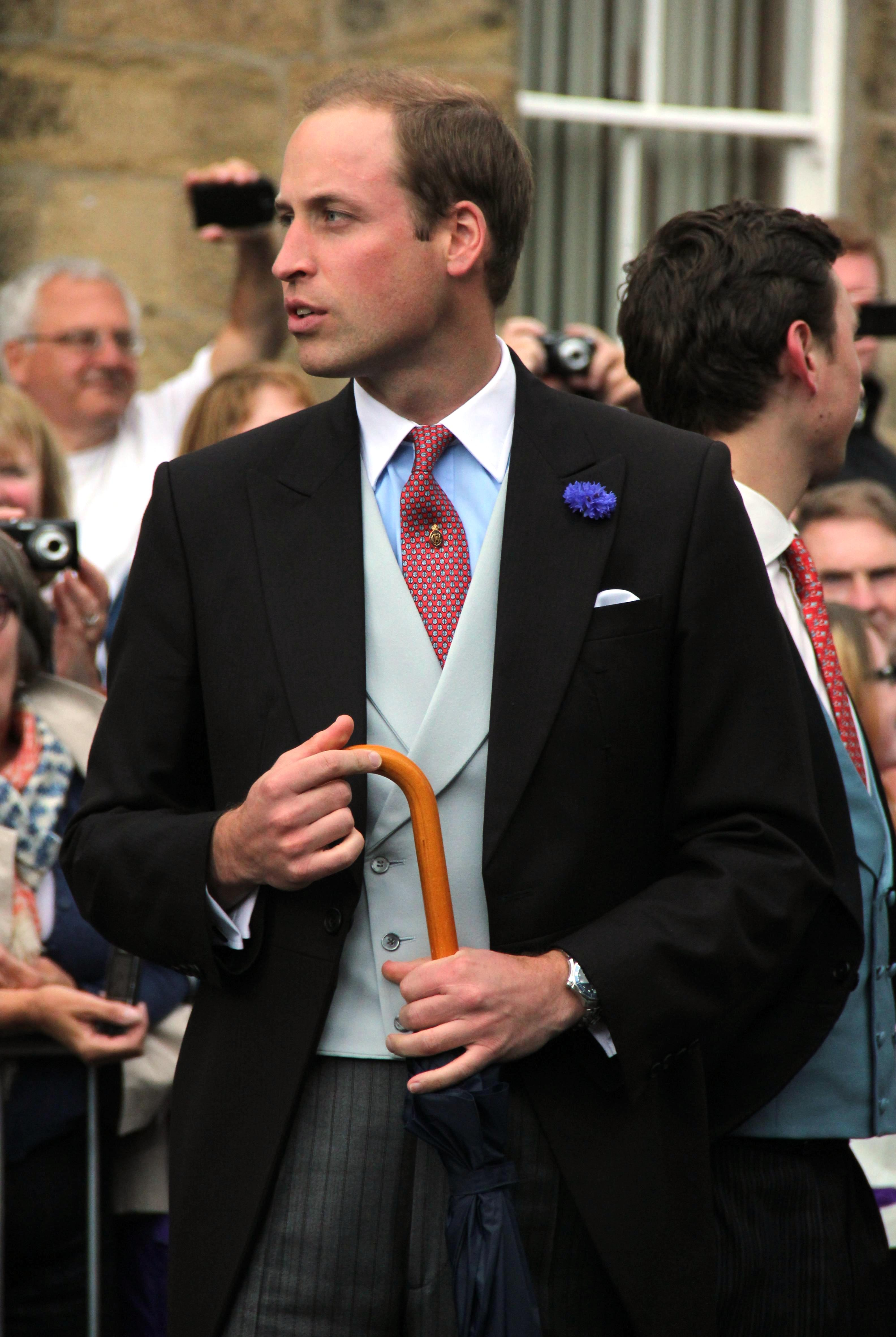
Prins William, geboren op 21 juni

- 1 - Justine Henin, Belgisch tennisspeelster
- 2 - Tim Murck, Nederlands acteur
- 3 - Jelena Isinbajeva, Russisch atlete
- 3 - Wytze Kooistra, Nederlands volleyballer
- 3 - Manfred Mölgg, Italiaans alpineskiër
- 4 - Tim Gilissen, Nederlands voetballer
- 4 - Francis Kiprop, Keniaans atleet
- 4 - Abel Kirui, Keniaans atleet
- 6 - Marian Oprea, Roemeens atleet
- 6 - Yvonne Wisse, Nederlands atlete
- 8 - Mark Gangloff, Amerikaans zwemmer
- 8 - Ruben Hein, Nederlands musicus
- 8 - Nadja Petrova, Russisch tennisspeelster
- 9 - Diego Gallego, Spaans wielrenner
- 9 - Andrew Walker, Canadees acteur
- 10 - Prinses Madeleine van Zweden
- 11 - Håkon Opdal, Noors voetballer
- 11 - Eldar Rønning, Noors langlaufer
- 11 - Tamara Ruben, Nederlands atlete
- 12 - Loïc Duval, Frans autocoureur
- 12 - Sébastien Minard, Frans wielrenner
- 13 - Kenenisa Bekele, Ethiopisch atleet
- 13 - Pieter Ghyllebert, Belgisch wielrenner
- 14 - Jamie Green, Brits autocoureur
- 15 - Lander Aperribay, Spaans wielrenner
- 16 - Jorge Azanza, Spaans wielrenner
- 16 - Matt Costa, Canadees zanger
- 16 - Stein Huysegems, Belgisch voetballer
- 16 - Carli Lloyd, Amerikaans voetbalster
- 16 - Missy Peregrym, Canadees actrice en model
- 18 - Mateusz Ligocki, Pools snowboarder
- 18 - Jevgenia Zinoerova, Russisch atlete
- 20 - Andrew Baddeley, Brits atleet
- 20 - Oscar Castelo, Filipijns jurist en politicus
- 20 - Jan Frederiksen, Deens voetballer
- 20 - April Ross, Amerikaans beachvolleyballer
- 21 - Danny Buijs, Nederlands voetballer
- 21 - Elsbeth van Oostrom, Nederlands paralympisch sportster
- 21 - William, prins van Wales, troonopvolger in het Verenigd Koninkrijk
- 22 - Sanguita Akkrum, Nederlands actrice en zangeres
- 22 - Kristof Vliegen, Belgisch tennisser
- 22 - Tim Zweije, Nederlands acteur
- 23 - Kerry Cahill, Amerikaans actrice
- 24 - Serginho Greene, Nederlands voetballer
- 24 - Lotte Verbeek, Nederlands actrice
- 25 - Jelena Bolsoen, Russisch atlete
- 25 - William Bonnet, Frans wielrenner
- 25 - Frank Demouge, Nederlands voetballer
- 25 - Mandy Haase, Duits hockeyster
- 25 - Michail Joezjny, Russisch tennisser
- 27 - Ilse Pol, Nederlands atlete
- 28 - Gigi Ravelli, Nederlands presentatrice en actrice
- 29 - Pablo Herrera, Spaans beachvolleyballer
- 29 - Giancarlo Maldonado, Venezolaans voetballer
- 29 - Lily Rabe, Amerikaans actrice

### juli

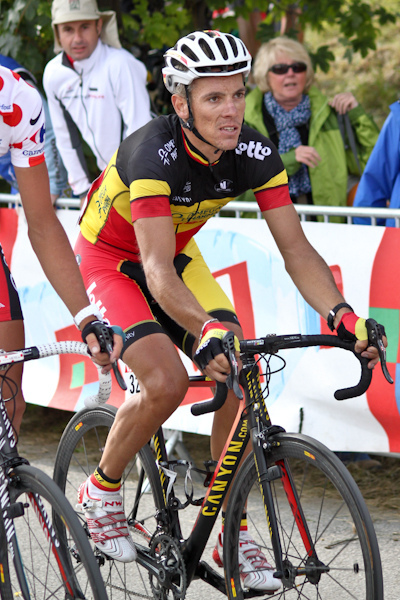
Philippe Gilbert, geboren op 5 juli

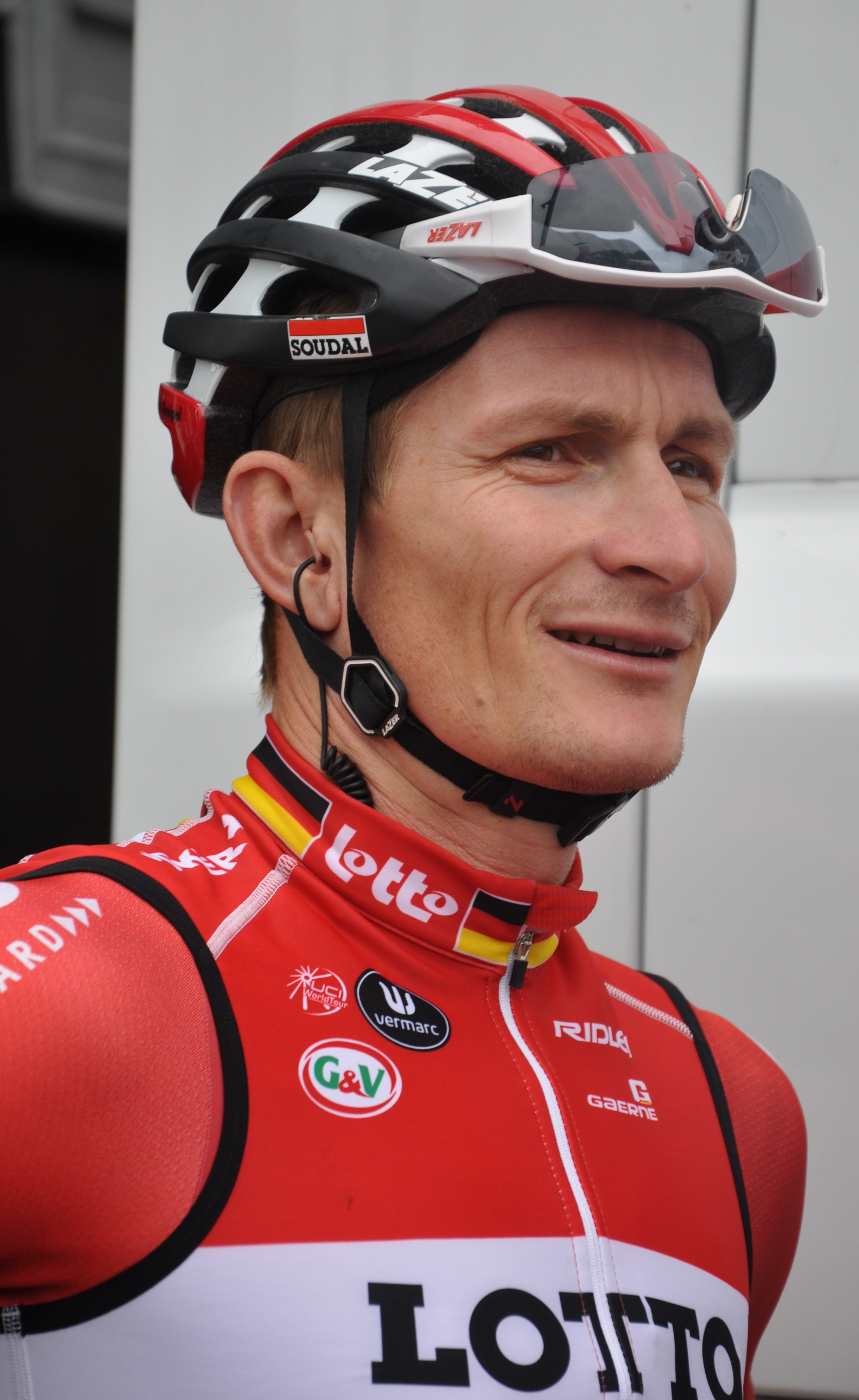
André Greipel, geboren op 16 juli

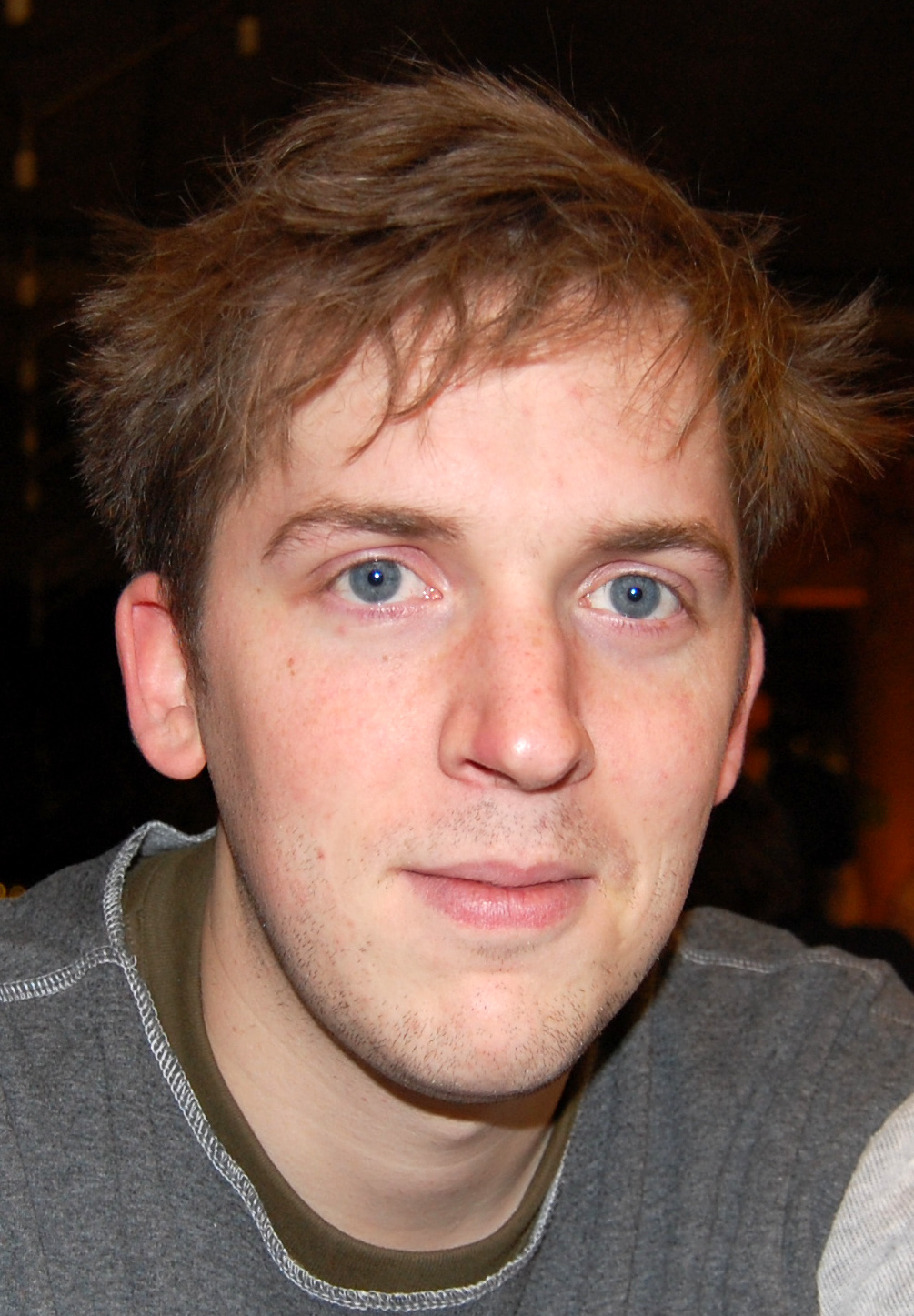
Jonas Geirnaert, geboren op 28 juli

- 1 - Anelia, Bulgaars singer-songwriter
- 1 - Mirjam Timmer, Nederlands zangeres
- 2 - Billy Bakker, Nederlands mediapersoonlijkheid
- 3 - José Manuel Pérez-Aicart, Spaans autocoureur
- 3 - Sergej Firsanov, Russisch wielrenner
- 3 - Manon van Rooijen, Nederlands zwemster
- 4 - Vladimir Goesev, Russisch wielrenner
- 5 - Alberto Gilardino, Italiaans voetballer
- 5 - Philippe Gilbert, Belgisch wielrenner
- 5 - Junri Namigata, Japans tennisspeelster
- 6 - Julius Brink, Duits beachvolleyballer
- 7 - Anneke Beerten, Nederlands mountainbiker
- 8 - Nele Van Doninck, Belgisch atlete
- 9 - Boštjan Cesar, Sloveens voetballer
- 9 - Preben Van Hecke, Belgisch wielrenner
- 10 - Chemmy Alcott, Brits alpineskiester
- 10 - Sebastian Mila, Pools voetballer
- 12 - Antonio Cassano, Italiaans voetballer
- 12 - Benjamin Lacombe, Frans schrijver en illustrator
- 12 - Jaroslav Soukup, Tsjechisch biatleet
- 15 - Bart Adelaars, Nederlands paralympisch sporter
- 15 - Julien Canal, Frans autocoureur
- 15 - David Duncan, Canadees freestyleskiër
- 15 - Alan Pérez, Spaans wielrenner
- 16 - André Greipel, Duits wielrenner
- 16 - Steven Hooker, Australisch atleet
- 16 - Kellie Wells, Amerikaans atlete
- 17 - Sidi Alioum, Kameroens voetbalscheidsrechter
- 17 - René Herms, Duits atleet (overleden 2009)
- 17 - Mulugeta Wami, Ethiopisch atleet
- 18 - Carlo Costly, Hondurees voetballer
- 19 - Edward de Jong, Nederlands golfer
- 19 - Jared Padalecki, Amerikaans acteur
- 22 - EliZe, Nederlands zangeres
- 22 - Éric Salignon, Frans autocoureur
- 22 - Anna Tsjitsjerova, Russisch atlete
- 23 - Ljoedmila Kalintsjik, Wit-Russisch biatlete
- 24 - Elise Crombez, Belgisch model
- 24 - Anna Paquin, Canadees actrice
- 24 - David Payne, Amerikaans atleet
- 24 - Joost Sneller, Nederlands Tweede Kamerlid (D66)
- 25 - Brad Renfro, Amerikaans acteur
- 26 - Shanna Major, Belgisch atlete
- 27 - Tatjana Antosjina, Russisch wielrenster
- 27 - Kim Kötter, Nederlands fotomodel, actrice en presentatrice
- 28 - Jonas Geirnaert, Vlaams filmregisseur en televisiemaker
- 29 - Sacha Polak, Nederlands filmregisseur en documentairemaakster
- 30 - Antolín Alcaraz, Paraguayaans voetballer
- 30 - Krista Ayne, Amerikaans model en actrice
- 30 - Harald Lechner, Oostenrijks voetbalscheidsrechter
- 31 - Zarayda Groenhart, Nederlands presentatrice
- 31 - Michael Jung, Duits eventingruiter
- 31 - Edmond Kapllani, Albanees voetballer
- 31 - Anabel Medina Garrigues, Spaans tennisster

### augustus
- 1 - Olga Rossejeva, Russisch atlete
- 2 - Luka Elsner, Sloveens voetballer en voetbalcoach
- 2 - Hélder Postiga, Portugees voetballer
- 2 - Ricardo Teixeira, Portugees-Angolees autocoureur
- 3 - Jelena Soboleva, Russisch atlete
- 4 - Faberyayo (Pepijn Lanen), Nederlands rapper
- 4 - Rubinho (= Rubens Fernando Moedim), Braziliaans voetbaldoelman
- 4 - David Mendes da Silva, Nederlands voetballer
- 5 - Gino Coutinho, Nederlands voetbaldoelman
- 5 - Lolo Jones, Amerikaans atlete
- 5 - Jacob Yator, Keniaans atleet
- 6 - Kevin Van der Perren, Belgisch kunstrijder
- 7 - Chang Ming-Huang, Taiwanees atleet
- 7 - Jana Klotsjkova, Oekraïens zwemster
- 7 - Marco Melandri, Italiaans motorcoureur
- 8 - Carlos Pereira, Braziliaans autocoureur
- 9 - Stephen Chemlany, Keniaans atleet
- 9 - Tyson Gay, Amerikaans atleet
- 9 - Simon Kuipers, Nederlands schaatser
- 9 - Lilit Mkrtchian, Armeens schaakster
- 9 - Niels Wellenberg, Nederlands voetballer
- 10 - Devon Aoki, Amerikaans model en actrice
- 10 - Timothy Hubert, Belgisch atleet
- 10 - Shaun Murphy, Engels snookerspeler
- 12 - Tadesse Abraham, Eritrees/Zwitsers atleet
- 12 - Jessica Belder, Nederlandse boksster
- 12 - Saïd Boutahar, Nederlands voetballer
- 12 - Boban Grnčarov, Macedonisch voetballer
- 12 - Bernhard Gruber, Oostenrijks noordse combinatieskiër
- 12 - Alexandros Tzorvas, Grieks voetballer
- 12 - Even Wetten, Noors schaatser
- 13 - Shani Davis, Amerikaans schaatser en shorttracker
- 13 - Sebastian Stan, Amerikaans/Roemeens filmacteur
- 13 - Sarah Huckabee Sanders, Amerikaans perschef van het Witte Huis
- 14 - David Call, Amerikaans acteur
- 16 - Cam Gigandet, Amerikaans acteur
- 16 - Keri Herman, Amerikaans freestyleskiester
- 16 - Joleon Lescott, Engels voetballer
- 16 - Julia Schruff, Duits tennisspeelster
- 18 - María Belén Simari Birkner, Argentijns skiester
- 19 - Stipe Miočić, Amerikaans MMA-vechter
- 19 - Kevin Rans, Belgisch atleet
- 20 - Aleksandr Amisoelasjvili, Georgisch voetballer
- 21 - Francisco Vallejo Pons, Spaans schaker
- 21 - Roy Myrie, Costa Ricaans voetballer
- 23 - Viktor Boerajev, Russisch atleet
- 23 - Natalie Coughlin, Amerikaans zwemster
- 24 - Anders Bardal, Noors schansspringer
- 25 - Rob Derikx, Nederlands hockeyer
- 28 - Thiago Motta, Braziliaans-Italiaans voetballer
- 29 - Talita Antunes da Rocha, Braziliaans beachvolleyballer
- 30 - Will Davison, Australisch autocoureur
- 30 - Alina Dumitru, Roemeens judoka
- 30 - Vukašin Poleksić, Montenegrijns voetballer
- 30 - Andy Roddick, Amerikaans tennisser
- 30 - John Steffensen, Australisch atleet
- 31 - Stefanie Bouma, Nederlands atlete
- 31 - Ian Crocker, Amerikaans zwemmer en olympisch kampioen (2004)
- 31 - Michiel Elijzen, Nederlands wielrenner
- 31 - Lien Huyghebaert, Belgisch atlete
- 31 - Pepe Reina, Spaans voetballer

### september

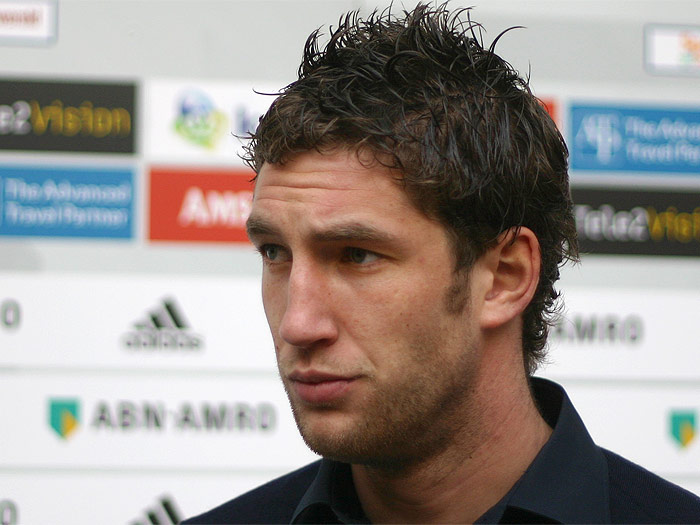
Maarten Stekelenburg,
geboren op 22 september

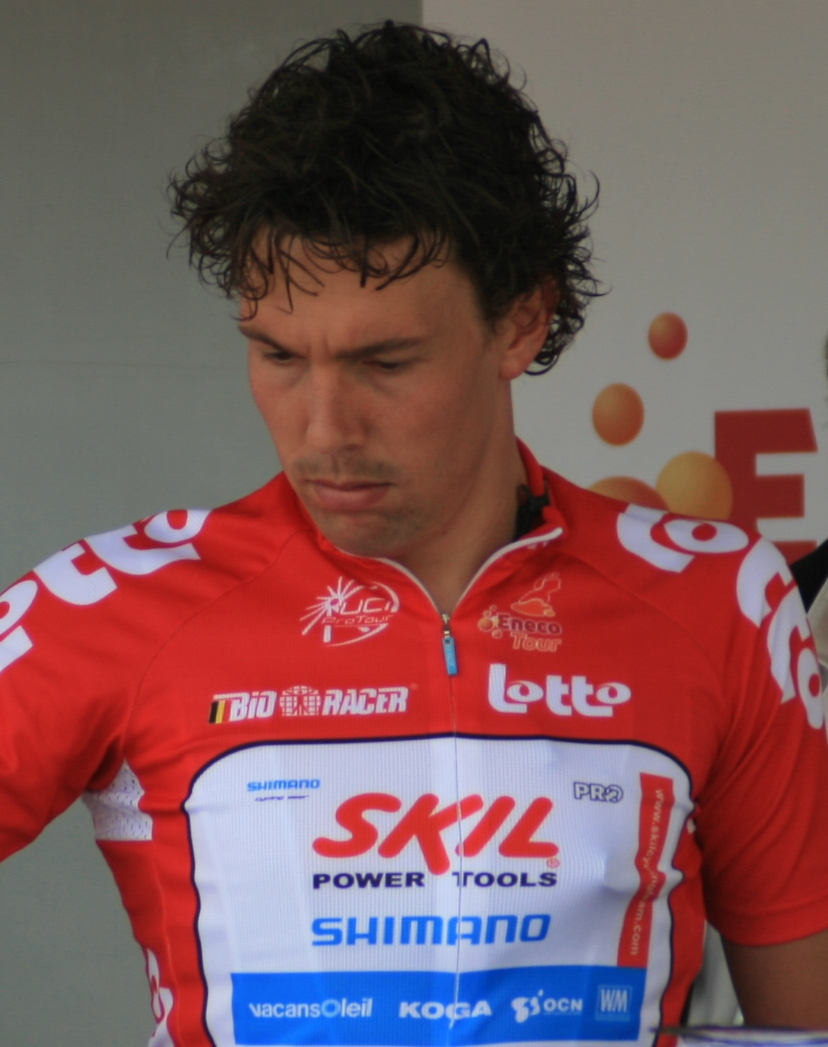
Kenny van Hummel,
geboren op 30 september

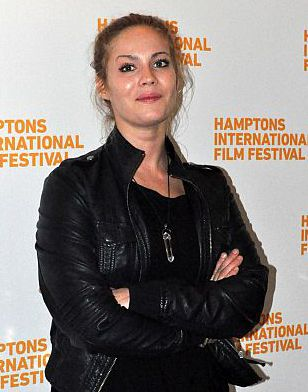
Pihla Viitala,
geboren op 30 september

- 2 - Shereefa Lloyd, Jamaicaans atlete
- 3 - Sarah Burke, Canadees freestyleskiester (overleden 2012)
- 3 - Koen van de Laak, Nederlands voetballer
- 4 - Mark Lewis-Francis, Brits atleet
- 4 - Kerrie Meares, Australisch wielrenster
- 5 - Claire Dautherives, Frans alpineskiester
- 5 - Roko Karanušić, Kroatisch tennisser
- 6 - Rakia Al-Gassra, Bahreins atlete
- 6 - Virginie Faivre, Zwitsers freestyleskiester
- 6 - Monique van der Werff, Nederlands actrice
- 7 - Ricardo Santos, Portugees golfer
- 7 - Maikel Scheffers, Nederlands paralympisch sporter
- 8 - Mirjam Bikker, Nederlands politica
- 8 - Marian Cozma, Roemeens handballer (overleden 2009)
- 8 - Koen de Kort, Nederlands wielrenner
- 9 - Peter Kiplagat Chebet, Keniaans atleet
- 9 - Tom Prinsen, Nederlands schaatser
- 10 - Alevtina Biktimirova, Russisch atlete
- 11 - Elvan Abeylegesse, Ethiopisch-Turks atlete
- 11 - Lieuwe Westra, Nederlands wielrenner (overleden 2023)
- 13 - Soraya Arnelas, Spaans zangeres
- 14 - Anouar Hadouir, Marokkaans-Nederlands voetballer
- 15 - Shayne Reese, Australisch zwemster
- 16 - Linus Gerdemann, Duits wielrenner
- 16 - Martin Lejsal, Tsjechisch voetbaldoelman
- 16 - Anselmo Vendrechovski Júnior, Braziliaans voetballer bijgenaamd Juninho
- 18 - Mikael Flygind Larsen, Noors schaatser
- 18 - Maxime Luycx, Belgisch hockeyer
- 18 - Alfredo Talavera, Mexicaans voetballer
- 19 - Eduardo Carvalho, Portugees voetballer
- 19 - Eléni Daniilídou, Grieks tennisster
- 19 - Michael Friedman, Amerikaans wielrenner
- 19 - Sabine Peters, Nederlands paralympisch sportster
- 20 - Mathew Belcher, Australisch zeiler
- 21 - Salar Azimi, Iraans-Nederlands ondernemer
- 21 - Teun Kuilboer, Nederlands acteur
- 21 - Elise Schaap, Nederlands actrice
- 22 - David van den Bosch, Nederlands dichter en theatermaker
- 22 - Kosuke Kitajima, Japans zwemmer
- 22 - Maarten Stekelenburg, Nederlands voetballer
- 23 - Ryuichi Kiyonari, Japans motorcoureur
- 23 - Shyla Stylez, Canadees pornoactrice (overleden 2017)
- 23 - Gill Swerts, Belgisch voetballer
- 24 - Stef Clement, Nederlands wielrenner
- 24 - Cristian Ledesma, Italiaans-Argentijns voetballer
- 25 - Innocent Anyanwu, Nederlands-Nigeriaans bokser
- 25 - Nelson van der Pol, Nederlands autocoureur
- 26 - Jeroen Aalbers (Jerry Hormone), Nederlands schrijver, columnist en muzikant
- 26 - Axel Hirsoux, Belgisch zanger
- 27 - Fabián Estoyanoff, Uruguayaans voetballer
- 27 - Markus Rosenberg, Zweeds voetballer
- 27 - Andwelé Slory, Surinaams-Nederlands voetballer
- 27 - Lil Wayne, Amerikaans rapper
- 27 - Darrent Williams, Amerikaans Americanfootballspeler (overleden 2007)
- 28 - Aleksandr Anjoekov, Russisch voetballer
- 28 - Nolwenn Leroy, Frans zangeres
- 28 - Marco Weber, Duits schaatser
- 29 - Amy Williams, Brits skeletonracer
- 30 - Kenny van Hummel, Nederlands wielrenner
- 30 - Pihla Viitala, Fins actrice

### oktober

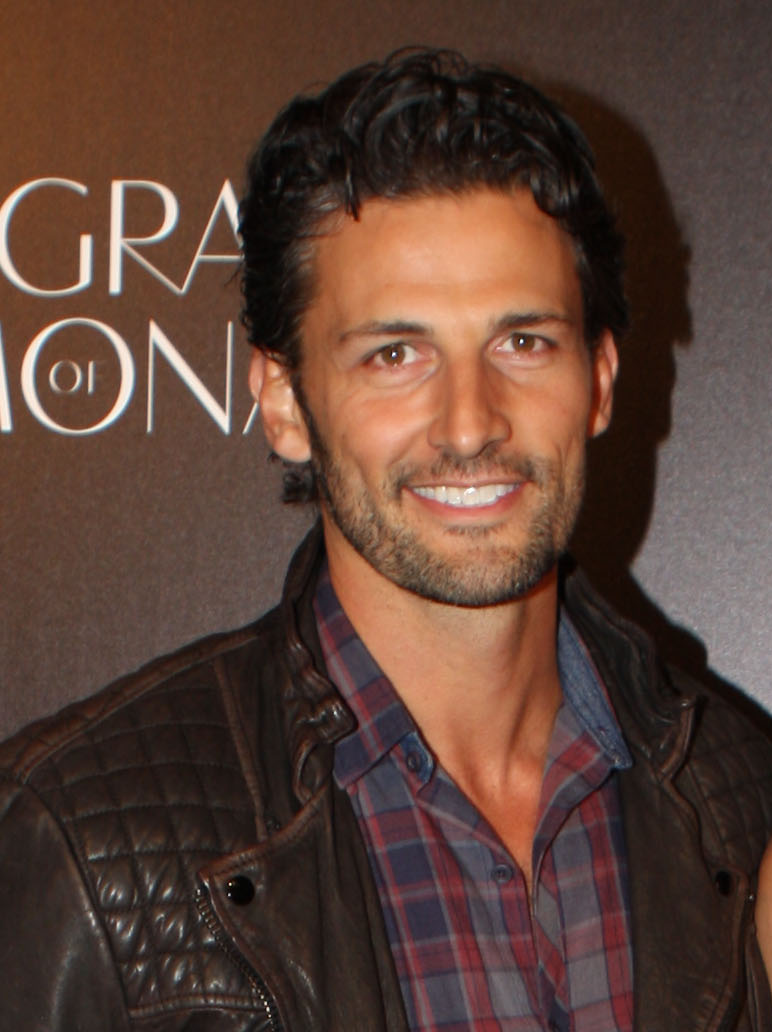
Tim Robards, geboren op 1 oktober

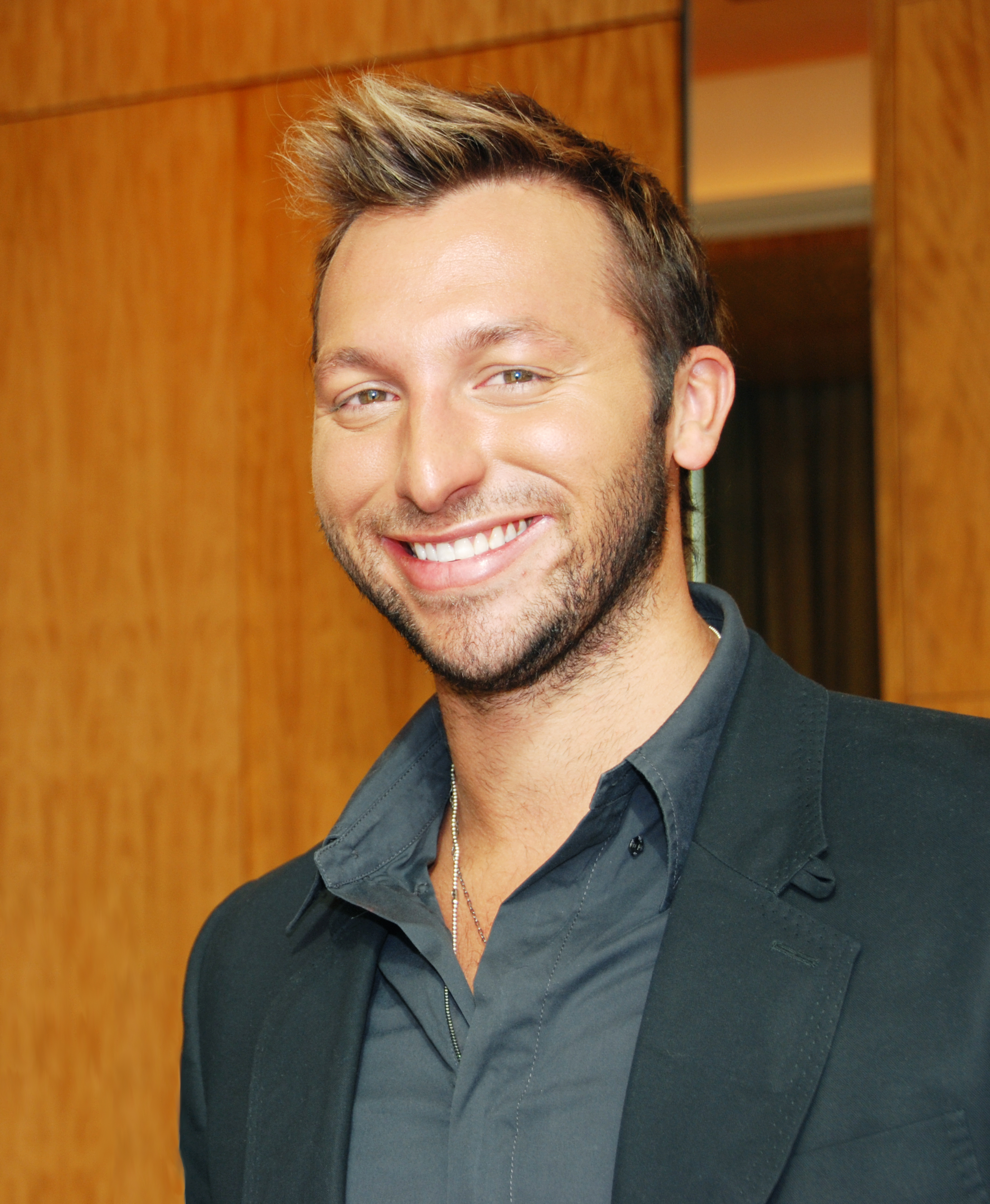
Ian Thorpe, geboren op 13 oktober

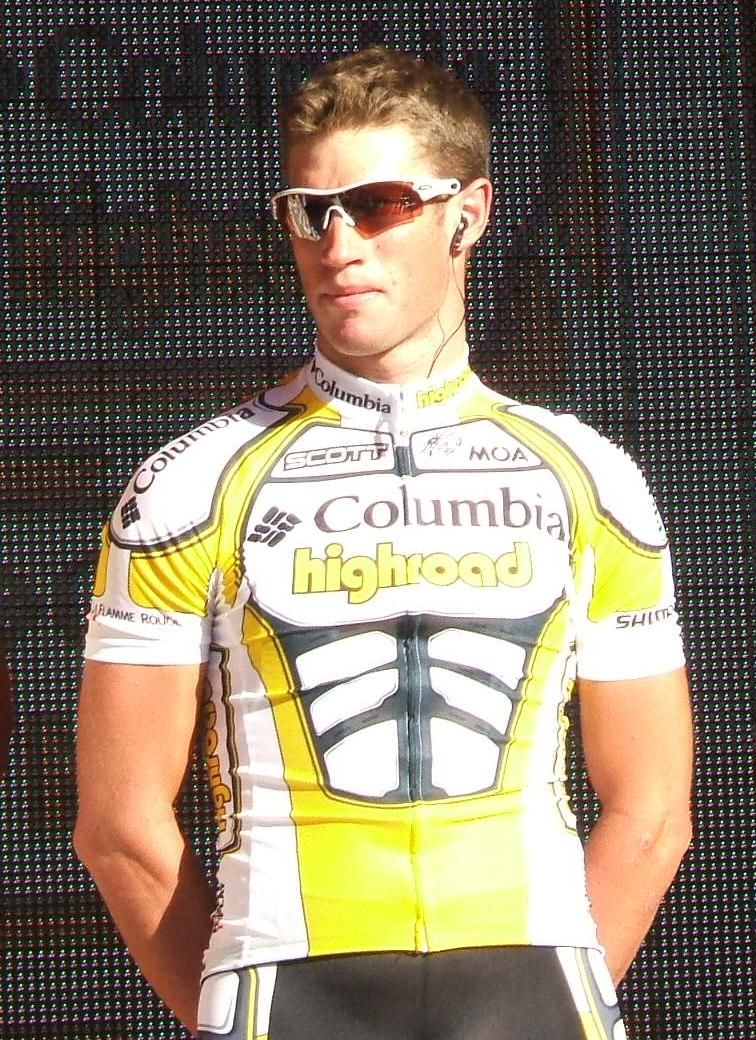
Mark Renshaw, geboren op 22 oktober

- 1 - Haruna Babangida, Nigeriaans voetballer
- 1 - Matt Griffin, Iers autocoureur
- 1 - Tim Robards, Australisch acteur en tv-persoonlijkheid
- 1 - Sergio Sánchez (atleet), Spaans atleet
- 1 - Sheena Tosta, Amerikaans atlete
- 2 - Adje (Julmar Simons), Nederlands rapper
- 3 - Sofia Albertsson, Zweeds schaatsster
- 3 - Chris Cole, Amerikaans skateboarder
- 3 - Kalle Parviainen, Fins voetballer
- 5 - Elena Romagnolo, Italiaans atlete
- 6 - Sandrine Aubert, Frans alpineskiester
- 6 - Michael Frater, Jamaicaans atleet
- 8 - Vivianne Heijnen, Nederlands politica (CDA)
- 8 - Annemiek van Vleuten, Nederlands wielrenster
- 9 - Oscar Alberto Hidalgo, Mexicaans autocoureur
- 9 - Modeste M'bami, Kameroens voetballer (overleden 2023)
- 10 - Jason Oost, Nederlands voetballer
- 11 - Ansi Agolli, Albanees voetballer
- 11 - Martina Müller, Duits tennisspeelster
- 12 - Aleksandr Arekejev, Russisch wielrenner
- 12 - Paweł Golański, Pools voetballer
- 13 - Hans Cornelis, Belgisch voetballer
- 13 - Ondřej Synek, Tsjechisch roeier
- 13 - Ian Thorpe, Australisch zwemmer
- 14 - Claudiu Grozea, Roemeens schaatser
- 14 - Ryan Hall, Amerikaans atleet
- 14 - Joe Keenan, Engels voetballer
- 14 - Michiel van Nispen, Nederlands atleet en politicus
- 15 - Javier Guédez, Venezolaans judoka
- 15 - Saif Saaeed Shaheen, Keniaans-Qatarees atleet
- 15 - Kirsten Wild, Nederlands wielrenster
- 16 - Andrej Makovejev, Russisch biatleet
- 16 - Cristian Riveros, Paraguayaans voetballer
- 17 - Peter Pype, Vlaams presentator
- 17 - Marion Rolland, Frans alpineskiester
- 18 - Michael Dingsdag, Nederlands voetballer
- 18 - Ne-Yo, Amerikaans zanger
- 18 - Maksim Vylegsjanin, Russisch langlaufer
- 19 - Damian Cudlin, Australisch motorcoureur
- 19 - Chantal Groot, Nederlands zwemster
- 19 - Gillian Jacobs, Amerikaans actrice
- 19 - Andreas Matt, Oostenrijks freestyleskiër
- 20 - José Acasuso, Argentijns tennisser
- 20 - Kristian Bak Nielsen, Deens voetballer
- 21 - Robert Brandt, Fins langebaanschaatser
- 21 - Matt Dallas, Amerikaans acteur
- 22 - Melinda Czink, Hongaars tennisspeelster
- 22 - Mark Renshaw, Australisch wielrenner
- 23 - Eric Kwong, Hongkongs autocoureur
- 23 - Aleksandar Luković, Servisch voetballer
- 23 - Jonathan Walasiak, Belgisch voetballer
- 24 - Manon van den Boogaard, Nederlands voetbalster
- 25 - Aarik Wilson, Amerikaans atleet
- 26 - Nicola Adams, Brits boksster
- 26 - Adam Carroll, Noord-Iers autocoureur
- 26 - Michael Rotich, Keniaans atleet
- 26 - Maartje Wortel, Nederlands schrijfster
- 27 - Bram Dewit, Belgisch handballer
- 27 - Jessy Matador, Congolees zanger en danser
- 27 - James Riley, Amerikaans voetballer
- 28 - Renaldo Dollard, Nederlands rapper
- 28 - Matt Smith, Brits acteur
- 29 - Radomir Đalović, Montenegrijns voetballer
- 30 - Teyba Erkesso, Ethiopisch atlete
- 30 - Yoka Verbeek, Nederlands actrice

### november

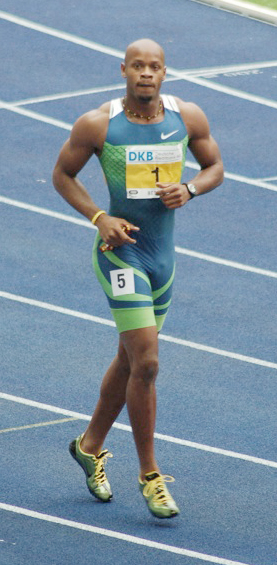
Asafa Powell, geboren op 11 november

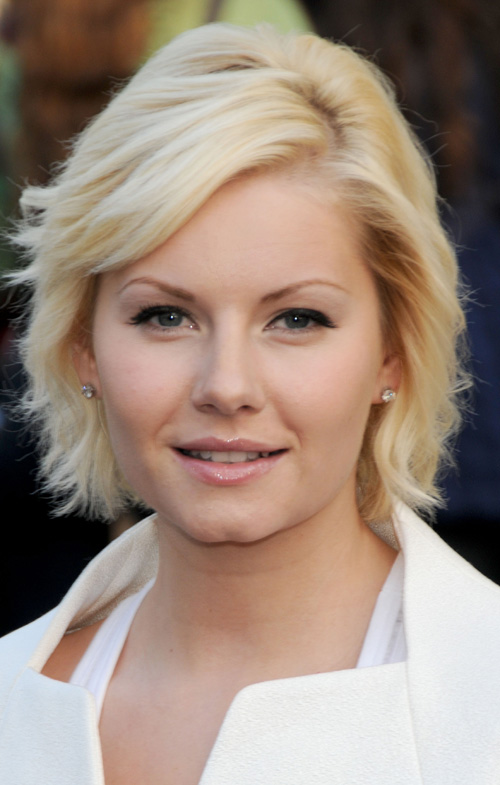
Elisha Cuthbert, geboren op 30 november

- 2 - Yunaika Crawford, Cubaans atlete
- 2 - Marijn Frank, Nederlands presentatrice en programmamaker
- 2 - Caroline Maes, Belgisch tennisspeelster
- 2 - Johan Wissman, Zweeds atleet
- 3 - Moniek Kleinsman, Nederlands schaatsster
- 3 - Jevgeni Pljoesjtsjenko, Russisch kunstschaatser
- 3 - Marit Slinger, Nederlands musicalactrice
- 5 - Mounia Aboulahcen, Belgisch atlete
- 5 - Audrey Rochtus, Belgisch atlete
- 6 - Ann Kristin Flatland, Noors biatlete
- 8 - Susan Francia, Amerikaans roeister
- 8 - Melanie Skotnik, Duits/Frans atlete
- 9 - Jana Pittman, Australisch atlete
- 9 - Noam Vazana, Israëlisch zangeres en songwriter
- 10 - Henri Bontenbal, Nederlands politicus
- 10 - Amets Txurruka, Spaans wielrenner
- 11 - Alper Göbel, Nederlands voetballer
- 11 - Asafa Powell, Jamaicaans atleet
- 11 - Ricky Walden, Welsh Snookerspeler
- 12 - Kristel van Eijk, Nederlands actrice en presentatrice
- 12 - Peter Fill, Italiaans alpineskiër
- 12 - Sergio Floccari, Italiaans voetballer
- 12 - Anne Hathaway, Amerikaans actrice
- 14 - Ilona Voesovitsj, Wit-Russisch atlete
- 14 - Moreno Suprapto, Indonesisch autocoureur
- 15 - Victor Gomes, Zuid-Afrikaans voetbalscheidsrechter'
- 15 - Wesley Korir, Keniaans atleet
- 15 - Giaan Rooney, Australisch zwemster
- 16 - Ronald Pognon, Frans atleet
- 17 - Andrij Serdinov, Oekraïens zwemmer
- 18 - Olivia Nobs, Zwitsers snowboardster
- 19 - Martin Pottjewijd, Nederlands kunstenaar en grafisch ontwerper
- 19 - Theo Zwarthoed, Nederlands voetballer
- 23 - Miloš Bošković, Montenegrijns voetbalscheidsrechter
- 23 - Saïd Haddou, Frans wielrenner
- 23 - Levi Risamasu, Nederlands voetballer
- 24 - Kwame Quansah, Ghanees voetballer
- 26 - Srđan Blažić, Montenegrijns voetballer
- 27 - Natasha Mealey, actrice, glamourmodel en ontwerpster
- 27 - Tommy Robinson, Brits journalist en politiek activist
- 29 - Lucas Black, Amerikaans acteur
- 29 - Mieke Gorissen, Belgisch atlete
- 29 - Shelton Martis, Antilliaans voetballer
- 29 - Steve Mullings, Jamaicaans atleet
- 29 - Eddie Spears, Amerikaans acteur
- 30 - Elisha Cuthbert, Canadees actrice

### december

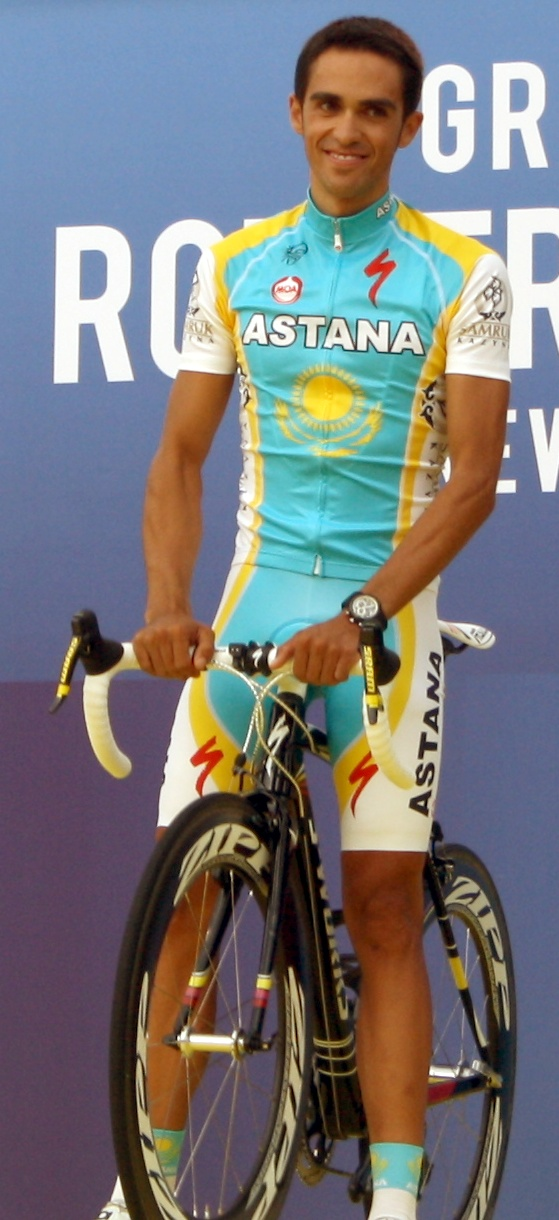
Alberto Contador, geboren op 6 december

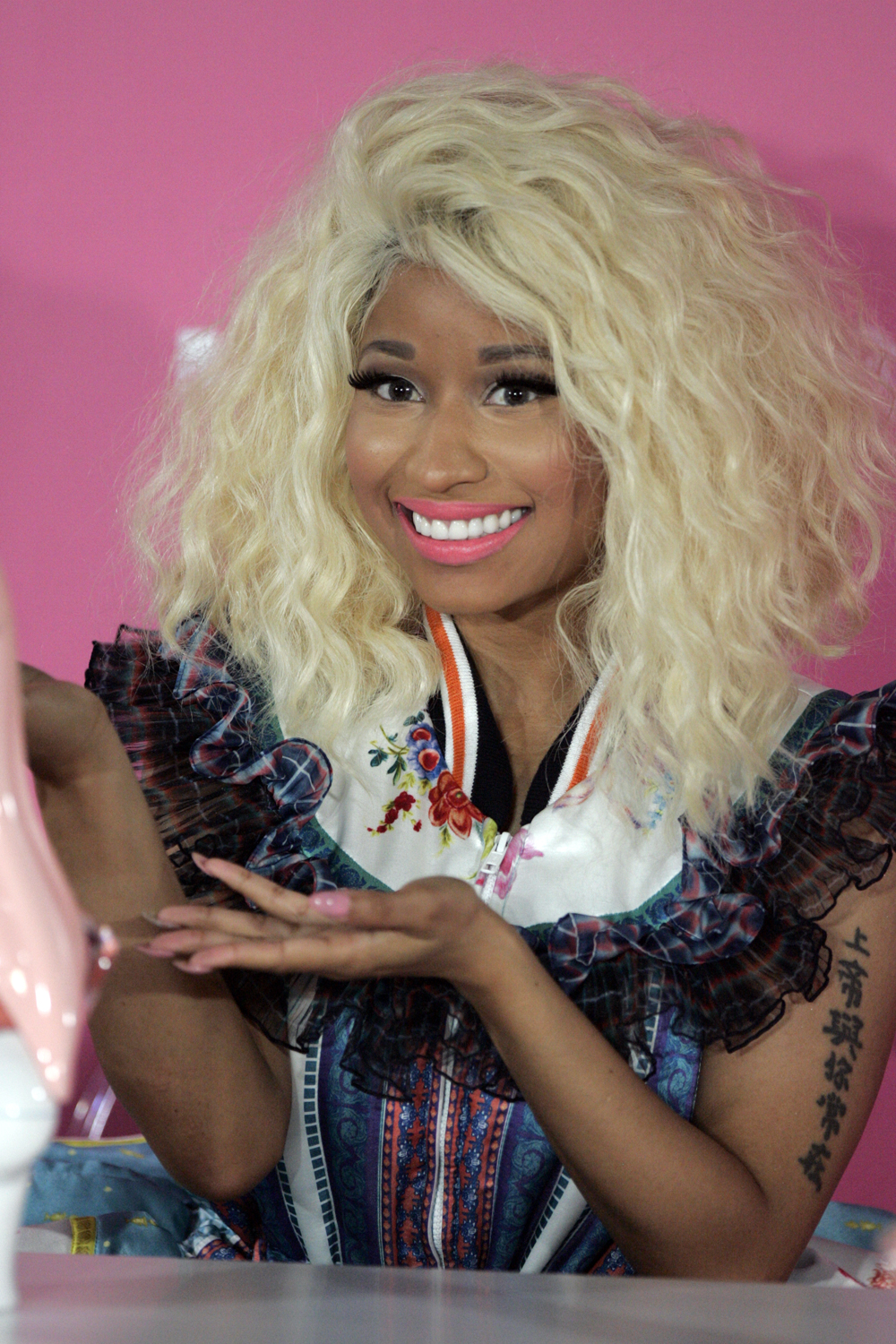
Nicki Minaj, geboren op 8 december

- 3 - Michael Essien, Ghanees voetballer
- 3 - Ondřej Švejdík, Tsjechisch voetballer
- 4 - Grad Damen, Nederlands zanger
- 4 - Waldo Ponce, Chileens voetballer
- 4 - Ho-Pin Tung, Nederlands-Chinees autocoureur
- 4 - Julien Vidot, Frans autocoureur
- 5 - Ján Mucha, Slowaaks voetballer
- 6 - Ryan Carnes, Amerikaans acteur
- 6 - Alberto Contador, Spaans wielrenner
- 6 - Susie Wolff, Schots autocoureur
- 8 - Nicki Minaj, Trinidadiaans-Amerikaans rapster en zangeres
- 8 - Noelle Pikus-Pace, Amerikaans skeletonster
- 8 - DeeDee Trotter, Amerikaans atlete
- 10 - Óscar Bagüí, Ecuadoraans voetballer
- 10 - Fulvio Scola, Italiaans zwemmer
- 12 - Dmitri Toersoenov, Russisch tennisser
- 13 - Elisa Di Francisca, Italiaans schermer (floret)
- 13 - Tuka Rocha, Braziliaans autocoureur (overleden 2019)
- 14 - Mark-Jan Fledderus, Nederlands voetballer
- 14 - Steve Sidwell, Engels voetballer
- 15 - Charlie Cox, Engels acteur
- 15 - Matías Delgado, Argentijns voetballer
- 15 - Borja García, Spaans autocoureur
- 17 - Virginie Claes, Miss België
- 17 - Steven Frayne (Dynamo), Brits goochelaar
- 17 - Jayme Mata, Arubaans judoka
- 17 - Martin Sauer, Duits stuurman bij het roeien
- 18 - Kateřina Baďurová, Tsjechisch atlete
- 18 - Grim Vuijsters, Nederlands judoka
- 19 - Paolo Giordano, Italiaans schrijver
- 19 - Bart van Muyen, Nederlands voetballer
- 19 - Tero Pitkämäki, Fins atleet
- 20 - Devon Kershaw, Canadees langlaufer
- 21 - Alexia Barlier, Franse actrice
- 21 - Iljo Keisse, Belgisch wielrenner
- 22 - Souleymane Camara, Senegalees voetballer
- 22 - Teko Modise, Zuid-Afrikaans voetballer
- 22 - Tom Vanchaze, Belgisch atleet
- 26 - Bas Sibum, Nederlands voetballer
- 26 - Aksel Lund Svindal, Noors alpineskiër
- 28 - François Gourmet, Belgisch atleet
- 28 - Jonna Pirinen, Fins zangeres
- 28 - Zhou Chengzhou, Chinees kunstenaar
- 29 - Alison Brie, Amerikaans actrice
- 29 - Norbert Siedler, Oostenrijks autocoureur
- 30 - Yannick Lincoln, Mauritiaans voetballer
- 30 - Dathan Ritzenhein, Amerikaans atleet
- 31 - Kikkan Randall, Amerikaans langlaufster

### datum onbekend
- Eva de Boer, Nederlands presentatrice en stemactrice
- IJsbrand ter Haar, Nederlands organist
- Sander Heijne, Nederlands (onderzoeks)journalist
- Mark Langaman, geboren als Mark Lassoe (overleden 2024), Surinaams-inheems cultuurdrager
- Shimeles Molla, Ethiopisch atleet
- Rasmus Paludan, Deens advocaat en politicus
- Lieke van Rossum, Nederlands politica (SP)
- Han van Wieringen, Nederlands schrijver
- Zahra Ahmadi, Engels actrice

## Weerextremen in België
- 11 januari: 18 cm sneeuw in Ukkel.
- 15 januari: Minimumtemperatuur in Chièvres: –21,4 °C.
- 22 juni: Tornado's veroorzaken schade in de streek van Yvoir en tussen Bouillon en Libramont.
- 5 augustus: 70 mm neerslag van Visé.
- zomer: deze zomer 44 onweersdagen.
- 19 september: einde van 8 zomerdagen in Ukkel.
- 20 september: Zware tornado in centrum van Léglise, in de provincie Luxemburg. Enorme schade: meer dan de helft van alle huizen van het dorp zijn beschadigd en een kerk en een 10-tal woningen zijn totaal verwoest.
- 7 oktober: Neerslaghoeveelheden tot 119 mm in Beauvechain en 156 mm in Botrange (Waimes).
- herfst: Herfst met hoogste gemiddelde temperatuur van de eeuw: 12,0 °C (normaal: 10,2 °C). Herfst in 2006, 2009 en 2005 is warmer.

Bron: KMI Gegevens Ukkel 1901-2003  met aanvullingen 